# Geschichte der Stadt Aue

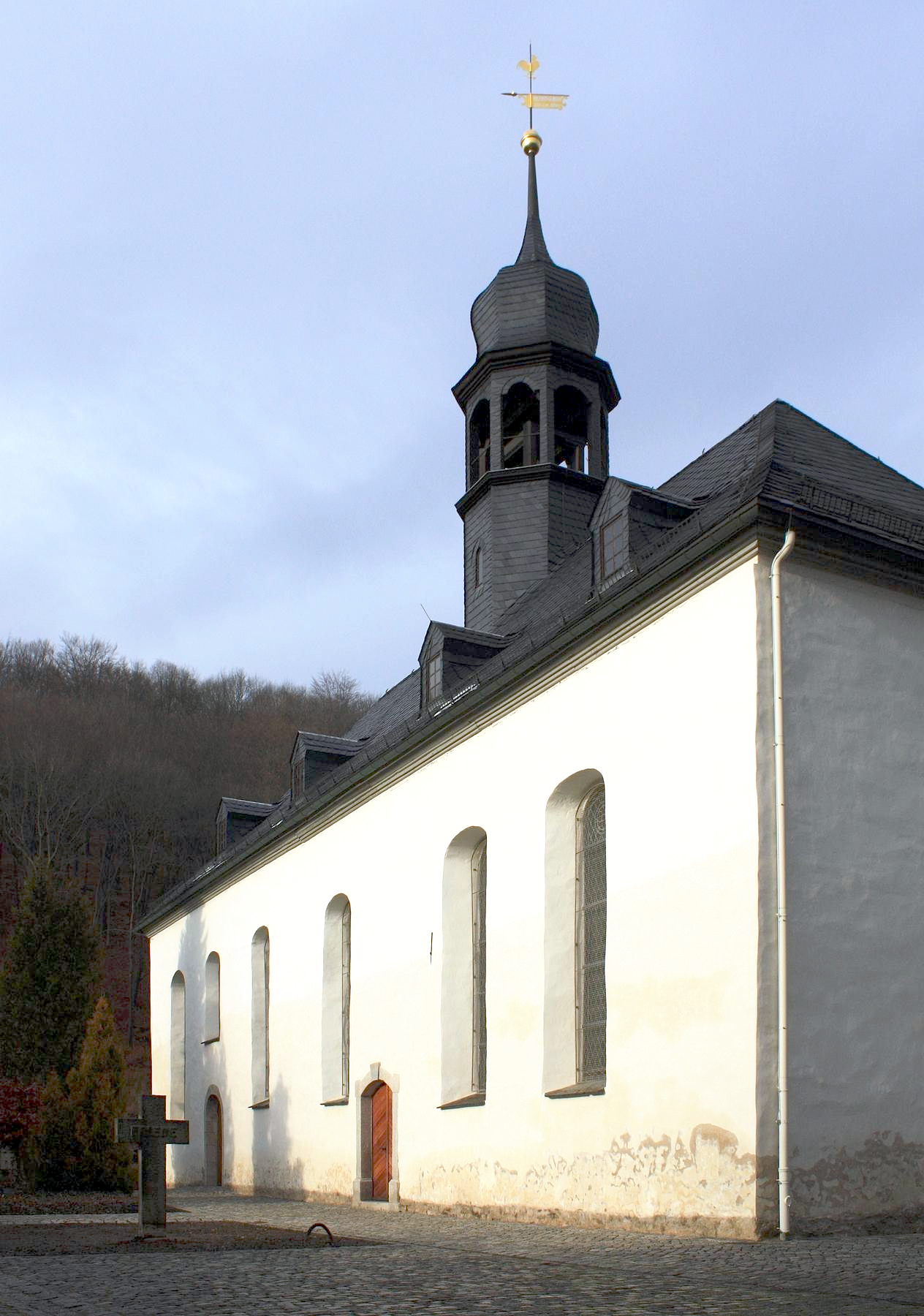
Kirche des Klösterleins Zelle, Ausgangspunkt für die Besiedlung des Auer Talkessels

Die Geschichte der Stadt Aue beginnt bereits vor der urkundlichen Ersterwähnung, Spuren aus der Ur- und Frühgeschichte sind allerdings rar. Aue entwickelte sich aus dem 1173 gegründeten Klösterlein Zelle an der Zwickauer Mulde. Eine Ersterwähnung des Ortes als Awe, was auf die fruchtbaren Wiesen(auen) im Tal des Zusammenflusses der Mulde und des Schwarzwassers zurückgeht, ist erst 1286 nachweisbar. Die Bewohner blieben Jahrhunderte Waldbauern, erst mit der Entdeckung, dem Abbau und der Weiterverarbeitung von Eisen-, später auch von Zinn- und Kobalterzen gab es einen wirtschaftlichen Aufschwung. Die Anzahl der Einwohner des Ortes blieb trotz durchziehender Heerscharen, Hunger, Krankheiten und Naturkatastrophen mehrere Jahrhunderte relativ konstant. Erst ab zirka 1840 entwickelte sich Aue durch den Bau von Eisenbahnstrecken, auf denen Güter und Personen befördert werden konnten, die Eingemeindungen umliegender Siedlungen und zahlreiche Fabrikgründungen zu einer bedeutenden Industriestadt mit den Schwerpunkten Maschinenbau, Textil- und Blechverarbeitung. Zwischen 1946 und 1980 erlebte Aue noch einmal einen Entwicklungsschub durch den Uranerzbergbau, der 1991 eingestellt wurde. Einige der früheren Großbetriebe konnten erfolgreich in die Marktwirtschaft übergeleitet werden. Außerdem setzt die Stadtverwaltung auf den Tourismus als Wirtschaftsfaktor. Zum 1. Januar 2019 gab die Stadt Aue ihre Selbstständigkeit auf und fusionierte mit Bad Schlema zur Großen Kreisstadt Aue-Bad Schlema.

## Vom Kloster zum Marktflecken – Erste Besiedlung ab 1173 bis zum 15. Jahrhundert
Es gibt keine Funde, die auf eine sehr frühe Besiedlung des fruchtbaren Tales schließen lassen. Dagegen dienen eine 1919 im Auer Tal beim Straßenbau gefundene Steinaxt neben einer Spitzhaue und Keramikscherben als Belege dafür, dass in der Jungsteinzeit Menschen das Gebiet auf ihren Wegen ins Böhmische Becken durchstreiften.

In einer kaiserlichen Urkunde vom 7. Mai 1173 wird die Gründung der Augustiner-Chorherren-Propstei Zelle an der Mulde, also ein Kloster, wie folgt bestätigt: 

„Kaiser Friedrich errichtet auf Veranlassung des Markgrafen Otto das Kloster Celle an der Mulde und dotiert dasselbe mit Reichsgütern, welche Markgraf Otto von Meißen und Meinher von Werben zu diesem Zwecke resigniert haben.“

Dieses Datum gilt als Ursprung der späteren Stadt Aue, da Zelle am Ende des 19. Jahrhunderts eingegliedert wurde. Es ist der Bezugspunkt für Jubiläen. Das Kloster, auf einer Fläche von 60 Hufen (etwa 20 Hektar) angelegt, wurde dem heiligen Andreas und der heiligen Dreifaltigkeit geweiht, die Kirche der Jungfrau Maria. Es unterstand dem Stift St. Moritz zu Naumburg und hatte als Schirmvögte die Herrschaft auf Wildenfels. In der Nachbarschaft des Klosters siedelten sich Bauern an, die aus Oberfranken und der Oberpfalz stammten.
Der Name Awe, der sich von der Bezeichnung für die Wiese am Zusammenfluss von Schwarzwasser und Zwickauer Mulde ableitet, wurde erstmals 1286 in der Naumburger Bistumsmatrikel erwähnt. Dass Bertoldus prepositus de Owa, der 1219 in einer Urkunde als Zeuge im Zusammenhang mit einer Klosterstiftung genannt wird, tatsächlich Propst des Zeller Klosters war und das dortige Aue gemeint ist, wird zwar häufig zitiert, ist aber nicht gesichert. Vermutlich wurde Aue daher erst 1460/62 im Terminierbuch der Zwickauer Franziskaner zum ersten Mal urkundlich erwähnt.
Die Landschaft des Auer Talkessels gehörte im 13. Jahrhundert zur Herrschaft Schwarzenberg. Dann kam sie an die Grafschaft Hohnstein, die den Wettiner Markgrafen unterstellt waren. Im 16. Jahrhundert kaufte Kurfürst Johann Friedrich I. diese Herrschaft, so dass Aue bis 1691 zum Kurfürstenamt gehörte. Dann wurde das Obererzgebirgische Creyß-Ambt Schwarzenberg gebildet, dem Aue viele Jahre verwaltungstechnisch unterstand.
Aue entwickelte sich in den ersten drei Jahrhunderten langsam als kleines Waldbauerndorf und als Marktflecken, da es an den Handelswegen zwischen Böhmen und der norddeutschen Hanse lag. Bis zur Etablierung des Bergbaus blieb es ohne größere wirtschaftliche Bedeutung. Eine Stadtbefestigung gab es nicht. Die Einwohnerzahlen bewegten sich um 350 Personen.

## Vom Ende des Mittelalters bis zur Mitte des 17. Jahrhunderts

### Bergbaubeginn
Im gesamten Erzgebirge wurden im 12. Jahrhundert bereits Silber und Zinngraupen aus den Flussläufen gewaschen und genutzt. Auch aus den felsigen Berghängen wurden metallhaltige Erze herausgebrochen und verarbeitet. In der dicht bewaldeten Umgebung von Aue wurden anfangs keine Erze gefunden, so dass erst zufällige Zinnfunde im Jahr 1479 eine intensive Suche nach weiteren Erzen im Geröll der Bäche und Flüsse oder im Gestein der Berge auslösten. Der zuständige Landesherr erteilte nach der Entdeckung einiger abbauwürdiger Eisenerzgänge an den Hängen des Brünlasberges das Bergbenutzungsrecht. Nun entstanden die ersten Eisenerzgruben oder Stollen mit den Namen Rauhs Glück und Vertrau auf Gott. Für die Weiterverarbeitung erbauten die Bergwerksbesitzer Pochwerke, Schmelzhütten und Hammerwerke. Die Berufe des Knappen oder Bergmanns, des Hammerwerkers, des Markscheiders und des Schmelzers bildeten sich heraus. Im Jahr 1526 wurde der Auer Hammer, später Eisenwerk und Ortsteil von Aue, erstmals urkundlich erwähnt. Das aus den Eisenerzen gewonnene Roheisen wurde in den Hammerwerken vor allem zu Blechen weiterverarbeitet. Durch die Veredlung mit Zinn entstand das erzgebirgische Weißblech, das zu einem wichtigen Wirtschaftsgut wurde. Die Hersteller der Bleche schlossen sich zur Erzgebirgischen Blechkompanie zusammen, um noch erfolgreicher verkaufen zu können. Zum Antrieb der Hammerwerke wurden Wassermühlen gebaut, gleichzeitig konnte mit ihnen der Wasserfluss durch das Anlegen von Rückstaubecken reguliert werden. Zwischen 1556 und 1559 wurde der Floßgraben oberhalb von Aue angelegt, auf dem die an den Berghängen gefällten und für den Grubenbau und die Schmelzhütten benötigten Baumstämme kostengünstig transportiert werden konnten. Das umgeleitete Grabenwasser diente auch zum Antrieb der Wasserkünste und der Mühlen. Der Floßgraben beginnt an der Mulde bei Bockau, umgibt Aue auf 15,3 Kilometer Länge am Hang und endet bei Oberschlema, wobei die Bauingenieure an einigen Stellen Taleinschnitte durch künstliche Rinnen überbrückten, die sich auch zum Fluten des Grabens verwenden ließen. Der Floßgraben ist als technisches Denkmal bis heute erhalten. – Die Beschaffung und Verarbeitung von Grubenholz sowie von Holzkohle für die Schmelzhütten bot ein weiteres Betätigungsfeld; Waldarbeiter, Köhler und Pechsieder wurden neue Berufe. Aus den Gebieten Böhmen und Bayern kamen neue Arbeitskräfte, die auch ihre Kultur, Bauweisen und religiösen Traditionen mitbrachten. Außer Bauern gab es nun Lohnarbeiter im Erzbergbau. Mit den neuen Erwerbsmöglichkeiten war ein erster wirtschaftlichen Aufschwung des Dorfes Aue und umgebender Ortschaften zu verzeichnen.

### Neue Herrschaft, Kriege und Krankheiten
Im Jahr 1485 wechselte die Herrschaft über das Gebiet um Aue, weil infolge der Leipziger Teilung die Wettiner ihr Gebiet auf die Brüder Ernst und Albert in das Ernestiner Sachsen und das Albertiner Sachsen aufteilten. Aue gehörte fortan zum Albertiner Gebiet im Herzogtum Sachsen, das im 16. Jahrhundert zu einem Kurfürstentum und später zum Königreich Sachsen wurde.

(siehe auch Wettiner Linien und Fürstentümer 1485–1918)
Im Ergebnis der Reformation im 16. Jahrhundert wurde das Kloster Zelle zunächst verwüstet und als Kloster aufgelöst, die Kirche blieb jedoch erhalten. Aus den restlichen Gebäuden wurde ein Rittergut mit der Bezeichnung Gut Klösterlein. Aus dem Besitz der für das Kloster arbeitenden Bauern, die ihre Höfe am Zeller Berg angelegt hatten, entstand das Dorf Zelle.
Im Zuge der ersten Kirchenvisitationen in Sachsen nach dem Beginn der Reformation wurde zwischen 12. Januar und 1. Februar 1529 auch Aue visitiert. Im Bericht der Visitatoren, der im Hauptstaatsarchiv Dresden liegt, wird beschrieben, dass in Aue ein Kirchengebäude vorhanden war und drei Pastoren ihren Dienst verrichteten. Kirchlich zu Aue gehörten auch die benachbarten Dörfer Bockau und Lauter, die zwar eigene Kirchenbauten hatten, deren Bewohner aber von den Auer Geistlichen betreut wurden.
Ein Stadtschreiber, der seine Amtsstube in einem Wirtshaus am Altmarkt hatte, kümmerte sich um die Angelegenheiten der wenigen Einwohner. Dieses Haus erhielt ab 1592 den Status eines Rathauses, für dessen Ausstattung mit einem Uhrentürmchen der Kurfürst einen Geldbetrag stiftete.
Im Jahr 1581 errichtete Aue ein Spital, eine Hilfseinrichtung für Pilger, Kranke und Arme.
Kriegerische Auseinandersetzungen verschiedener Länder in diesem Gebiet des Erzgebirges (Lützowsches Freikorps, Schwarze Schar) führten zu Rückschlägen sowohl bei der Anzahl der Einwohner als auch bei der Wirtschaftskraft. Auch Krankheiten und Hungersnöte taten das Ihre. Die kirchlichen Chroniken berichten von Pestwellen in den Jahren 1599, 1607, 1624–1627 und 1633, von denen auch Aue betroffen wurde. In den beiden erstgenannten Jahren „wurde eine größere Anzahl von Bewohnern ein Opfer der Seuche“. Im Jahr 1633 starben in Aue 62 Personen und in den zum gleichen Kirchspiel gehörenden Dörfern Bockau 108 und Lauter 71 Personen an der Pest. Außerdem hatten die Auer 1624 und 1627 unter ansteckenden Krankheiten wie der Ruhr und den Blattern zu leiden.

### Stadtrecht um 1630 und Dreißigjähriger Krieg

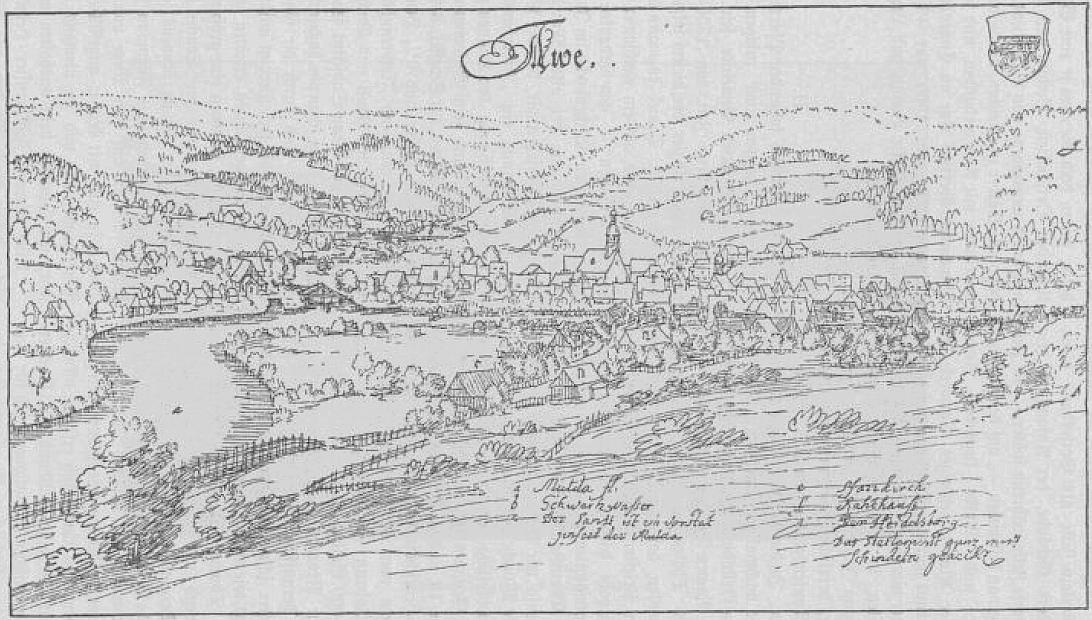
Auer Talkessel: Im Vordergrund links die Mulde, in der Bildmitte die Pfarrkirche der Stadt; Zeichnung von Dilich 1628

Kurfürst Johann Georg I. verlieh Aue im Jahr 1627 das Marktrecht für einen Jahrmarkt zu Bartholomäus (27. August) am heutigen Altmarkt, im Jahr 1632 für einen zweiten, den Katharinenmarkt (25. November) am Kirchplatz (dem heutigen Neumarkt). Mit der Vergabe der Marktrechte wurde Aue faktisch zur Stadt und wird seit 1635 in Urkunden und im Wappen als Stadt bezeichnet. Der im Auftrag des sächsischen Kurfürsten tätige Zeichner Wilhelm Dilich hielt Aue 1629 als Stadt fest.

Während des Dreißigjährigen Krieges streiften Söldner des Wallenstein-Heeres durch das Westerzgebirge. Anfang August 1633 brannten Soldaten des Generals Holk das Auer Rathaus mit allen Archivalien nieder. In einem zeitgenössischen Bericht des Chronisten Christian Lehmann heißt es: 

„Eben diesen Tag flohen die Kroaten durch das Gebirg in alle Winkel, plünderten aus … Lauter, Aue, Lößnitz. Da wurden alle Kirchen aufgehauen und geplündert, die Weibsbilder geschändet, die Männer geradelt, die Häuser eingebrannt, die Betten ausgeschüttet und alles vernichtet, daß es mit der Feder nicht grausam genug beschrieben werden kann.“

Die Zerstörung des Auer Hammers wurde von den dortigen Schmieden verhindert. Nachdem die Stadt ein weiteres Mal von den kaiserlichen Truppen heimgesucht worden war, war alles „…bis auf drei kleine Häuserlein“ vernichtet. Verlässliche Dokumente über das Datum der Verleihung des Stadtrechts sind daher ebenso wenig erhalten wie das Gerichtssiegel, das durch ein neues ersetzt werden musste. Obwohl bereits 1635 ein Friedensvertrag existierte, zogen schwedische Soldaten noch bis 1639 durch das Westerzgebirge und plünderten im Abstand von zwei Jahren gleich zweimal die Stadt Aue.
Der Unternehmer Veit Hans Schnorr gründete 1635 das Blaufarbenwerk Niederpfannenstiel, in dem vor allem Kobalt und Wismut in großen Schmelzöfen gewonnen und nach einem Mahlvorgang zu Farben weiterverarbeitet wurden. Mit der Zugabe von feinkörnigem Kobalt konnten dauerhafte Farben für Keramik- und später Porzellanerzeugnisse erzeugt werden. Das erzgebirgische Kobalt-Blau wurde deshalb zur Herstellung von Delfter Kacheln und venezianischen Gläsern ein gefragter Artikel. Weil es auch für das Färben von Garnen verwendet werden konnte, begann im Auer Tal die Bearbeitung von Textilien, deren Ausgangsstoffe aus Hamburg kamen. Schnorr wurde 1648 von herumstreifenden russischen Soldaten gefangen genommen und als Bergbaukundiger in den Ural verschleppt. Die erzgebirgischen Kobaltfarben dieses Werkes und die von zwei weiteren Blaufarbenwerken in Schlema und Albernau sicherten dem Erzeugnis bis zirka 1900 eine den Weltmarkt beherrschende Stellung.

## Mitte 17. Jahrhundert bis zum frühen 19. Jahrhundert

### Wiederaufbau und Rückschläge
Im Siebenjährigen Krieg wurden durch die Bündnisse von Sachsen mit anderen Ländern alle Herrschaftsbereiche in den Krieg mit einbezogen. Für den Kriegsdienst mussten auch aus Aue Soldaten gestellt und Materialien vor allem der Eisenhammerwerke abgeliefert werden. Bei den Kämpfen auf dem eigenen Territorium verloren zahlreiche Zivilisten ihr Leben, Häuser und Kirchen wurden geplündert oder gebrandschatzt. Erst gegen Ende des 17. Jahrhunderts hatte sich Aue von den Folgen der Kämpfe und Ausplünderungen erholt. Die zerstörten Häuser waren durch neue Gebäude ersetzt worden, und die verbliebenen Einwohner konnten als Bauern, Handwerker und Hammerwerker ihrem Alltag nachgehen. In Aue schlossen sich die ersten Handwerker zu Innungen zusammen.

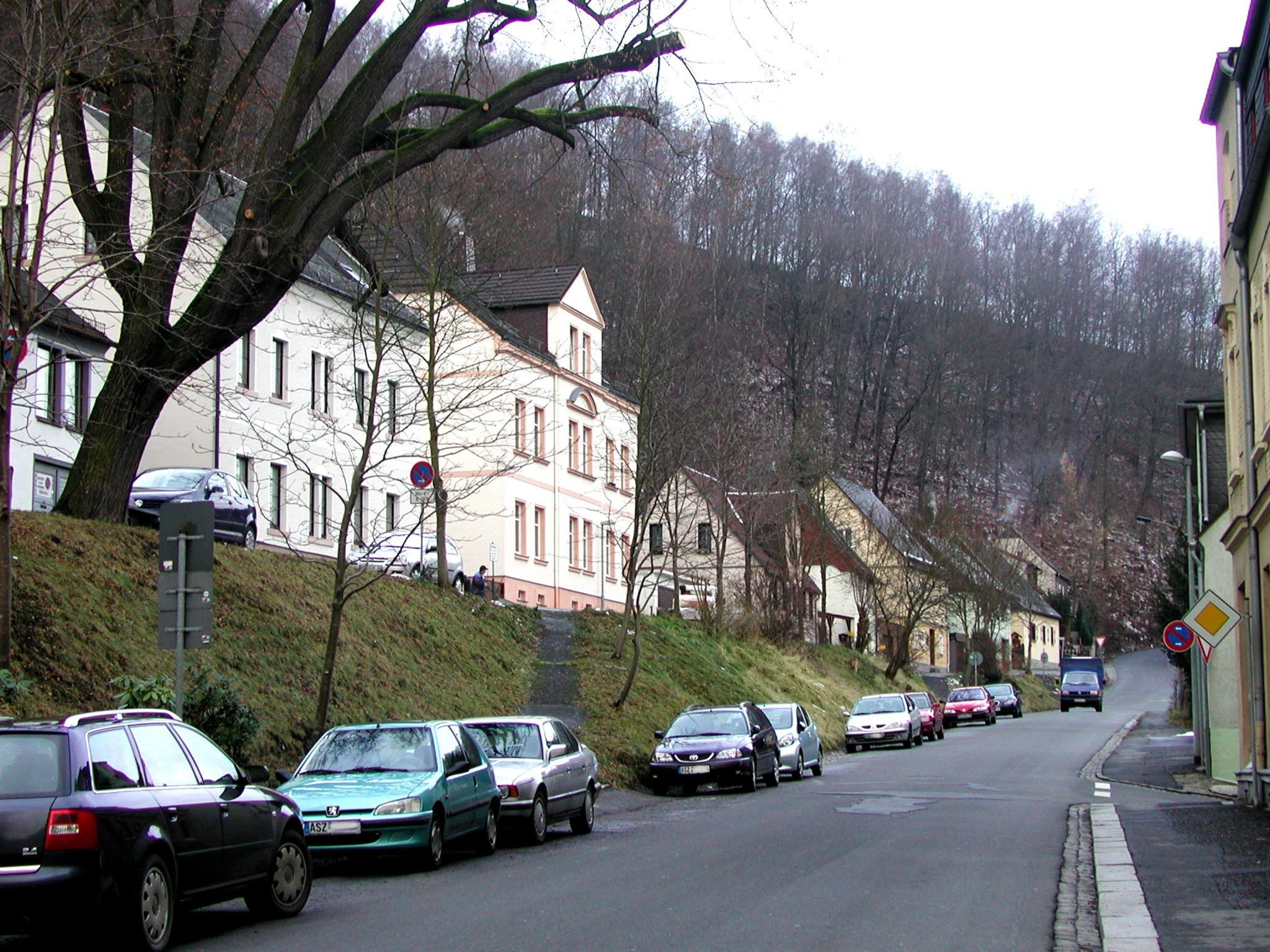
Ehemalige Knappensiedlung Bergfreiheit an der heutigen Bockauer Straße

Als der Förster Rachalß 1661 einen Bierkeller am Heidelsberg aus dem Gestein schlagen ließ, wurden dabei reiche Zinnerzvorkommen entdeckt. An dieser Fundstelle, einem zinnsteinführenden Zwittergang, ließ er den Tiefen Jägerstolln zum Abbau des Erzes anlegen. Die Zinnerzvorkommen aus diesem Bergwerk reichten bis zum Beginn des 19. Jahrhunderts. Bis 1663 hatte die gezielte Suche nach weiteren Zinnvorkommen zur Anlage von 25 Stollen geführt. Diese Gelegenheit nutzte man, um sich gegen den Widerstand der benachbarten Bergstädte Schneeberg und Schwarzenberg bergrechtliche Privilegien zu sichern. 1666 wird Aue im Landsteuerregister als „Bergstädtlein“ bezeichnet und muss nur noch die halbe Land- und Tranksteuer abführen. Zu dieser Zeit entstand auch die neue Siedlung Bergfreiheit. Unter Einbeziehung von Eisenerzabbaustätten (am Lumpicht, auf dem Eichert, am Brünlasberg) gab es bis zum Ende des 17. Jahrhunderts sogar 250 Erzgruben und 10 Hammerwerke in Aue und Umgebung. Im Jahr 1660 eröffnete in Auerhammer die bedeutendste Zinnschmelzhütte, die auch zum Silberschmelzen und zur Herstellung von Rauschgelb dienen konnte. Sie war bis zum Beginn des 20. Jahrhunderts in Betrieb. Der Straßenname Zinnstraße und eine bis Mitte der 1990er-Jahre unter dem Namen Schmelzhütte betriebene Gaststätte erinnern daran. Bis zur Aufgabe des Zinnerzabbaus im Auer Gebiet wurden rund 28 Tonnen reines Zinn erschmolzen.

### Aue wird kurfürstlicher Kaolinlieferant
Im Jahr 1698 fanden Bergleute im Südosten von Aue Kaolin, das zunächst als unerwünschte Verunreinigung des Eisenerzes betrachtet wurde. Nach gezieltem Abbau dieser weißen Erde und der Belieferung von Metallschmelzhütten, die damit feuerfeste Ofenziegel herstellten, erwies sich das Kaolin nach der Entdeckung des Porzellans durch Johann Friedrich Böttger und Ehrenfried Walther von Tschirnhaus als wichtiger Rohstoff für dieses begehrte Erzeugnis. Gemäß einer Anordnung des sächsischen Kurfürsten August des Starken war die Schnorrsche Tonerde (benannt nach dem Besitzer der Grube Veit Hans Schnorr dem Jüngeren) ab 1711 an die Manufaktur in Meißen zu liefern, die bis zum 12. November 1855 Meißner Porzellan ausschließlich mit Kaolin aus der Weißerdenzeche St. Andreas erzeugte. Das für die Bergleute der Kaolingrube gebaute Huthaus an der Lauterer Straße ist erhalten geblieben und dient als Seniorenheim, es steht unter Denkmalschutz. Aus Dankbarkeit für die rund 150-jährige Lieferung des begehrten Porzellangrundmaterials stiftete die Meißner Manufaktur für den Ende des 19. Jahrhunderts erfolgten Neubau der St.-Nicolai-Kirche drei Porzellanbilder für den Altar.
Im 18. Jahrhundert fanden Bergbauspezialisten im Lumbachtal im Osten von Aue weitere Eisenerzlagerstatten. Es entstanden die neuen Bergwerke St. Johannis, Ritter Georg, Osterlamm, Drei Brüder und Neujahr. Damit war ein Weiterbetrieb der Hammerwerke gesichert.
Das Granitgestein der Auer Berge wurde um 1800 in zwei Steinbrüchen am Auerhammer direkt abgebaut. Die Granitsteine fanden beim Straßen- und Häuserbau Verwendung. Das Gewerbe der Steinbrecher entstand.

Im Jahr 1759 fand auf dem Werksgelände des Blaufarbenwerkes in Aue ein wichtiges Gefecht zwischen preußischen und österreichischen Truppen statt, in dessen Folge die Österreicher das Erzgebirge verließen. Hungersnöte, Naturkatastrophen und weitere Kriegsereignisse wie die Napoleonischen Kriege mit herumstreifenden französischen Soldaten, die samt ihren Pferden verpflegt werden mussten, die preußisch-deutschen Kriege, für welche vor allem die Produkte der Hammerwerke benötigt wurden, verhinderten bis zum Beginn des 19. Jahrhunderts ein Wirtschaftswachstum. Die Bevölkerungszahlen schwankten wegen dieser Kriegs- und Naturereignisse. 1742 gab es 96 besessene Mann auf 7 ¼ Hufen, das sind zirka 500 Personen, da Frauen, Kinder, Mägde und Knechte nicht gesondert angegeben wurden. Ein Reisebericht von Adolph Lobegott Peck 50 Jahre später (aus dem Jahr 1795) schildert die Situation der Stadt:

„Wir kommen nun nach Aue, einem amtsäßigen Bergstädtchen, das 121 Häuser nebst 5 öffentlichen Gebäuden und 790 Einwohner hat… Die Einwohner nähren sich vom Feldbau, Spitzenklöppeln und Bergbau… Sonst sind hier noch zu bemerken 5 Mühlen, 3 Fleischer, 2 Vitriol- und Scheidewasser-Laboranten, einige Nagel- und Zweckenschmiede und 5 Schmiede, die Löffelplatten verfertigen.“

 Auch nach weiteren 50 Jahren hatte sich nichts Städtisches herausgebildet, wie in einer weiteren Beschreibung des Jahres 1848 zu lesen ist:

„Wie ein Häuflein alter, lebensmüder Hospitalisten in herkömmlicher Einfachheit der Sitten und Gewohnheiten sich an der Wärme der bald erscheinenden Sonne erquickt, so ruht das Städtlein Aue mit den 136 meist uralten hölzernen Häusern in einem milden wunderlichen Kessel, der die Aue heißt. Die geschmacklosen Formen der in zwei oder drei Gäßchen ungeregelt hingesetzten Häuser erinnert an das Mittelalter, sie umkauern das Rathaus mit seinem verkreuzten Giebelholz und Türmlein… “

### Naturkatastrophen und Krankheiten

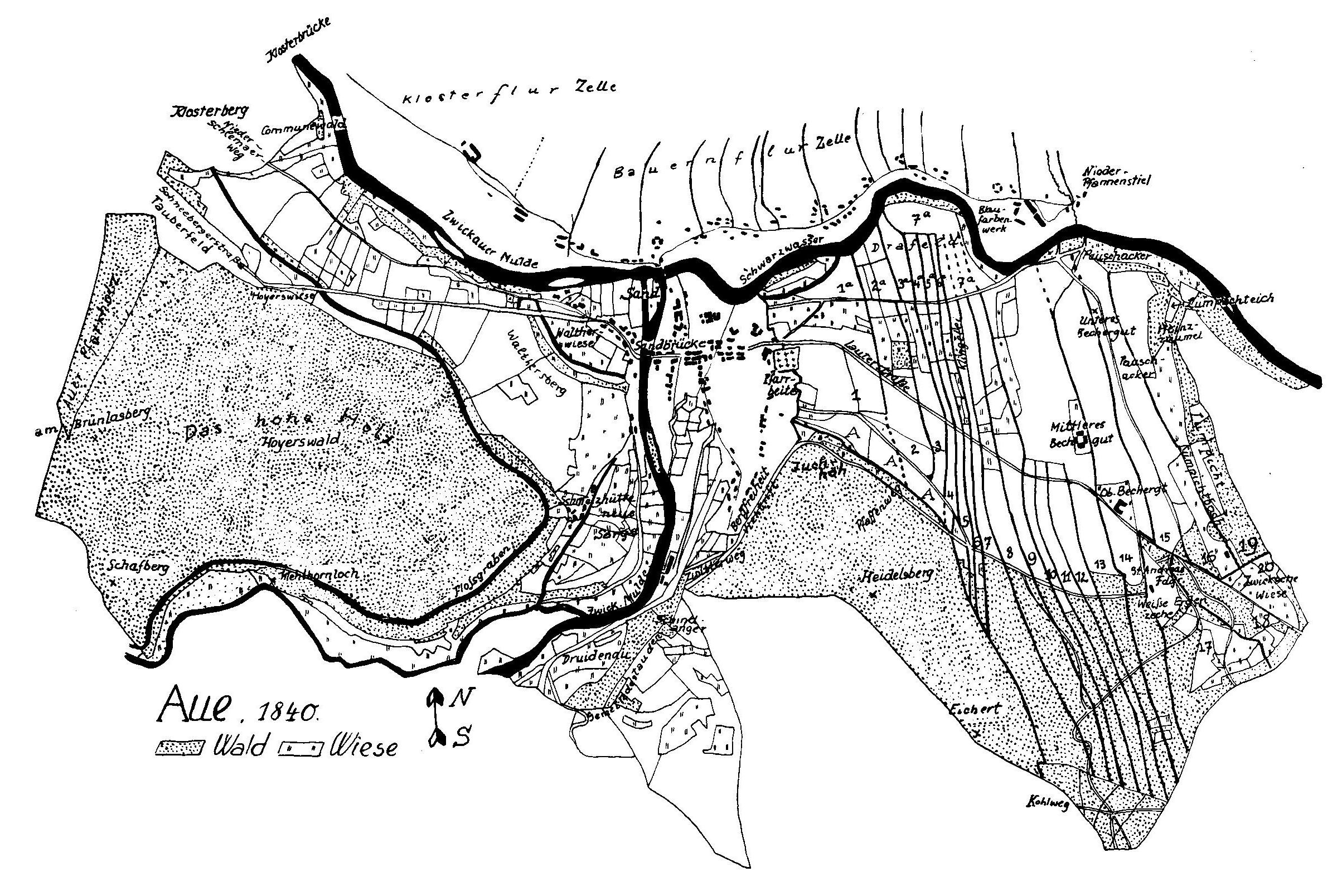
Flurkarte der Stadt Aue um 1840 ohne die späteren Eingemeindungen

Aue war und ist durch seine Lage an der tiefsten Stelle des Talkessels und der Einmündung zahlreicher Flüsse und Bäche immer wieder von Hochwasser betroffen. Zwischen 1511 und 1858 wurden die beiden hölzernen Brücken in Aue wiederholt von Hochwasserfluten weggerissen. 1661 vernichteten die Wassermassen den Auer Hammer größtenteils. Weitere Hochwasserschäden entstanden 1694, als Brücken und Häuser in den Fluten vernichtet, und 1721, als einige der an den beiden Flüssen vorhandenen Pochwerke zerstört wurden. Im Jahr 1783 brach der Damm des Filzteiches, eines Wasserreservoirs für die Bergwerke, und rief große Schäden an gewerblichen Anlagen und Wohnhäusern der Stadt hervor (siehe auch 1783).
1771–1772 gab es im gesamten Westerzgebirge wegen Misswuchses, Nässe und des Verbots von Getreideeinfuhren aus Böhmen eine große Hungersnot. Allein in Aue starben über 200 Menschen (also mehr als ein Viertel der Bevölkerung) vor Hunger. Diese große Hungersnot führte aber auch zu Lebensmittelspenden aus anderen deutschen Gebieten und zum Anbau von Kartoffeln auf Auer Feldern, was zuvor von den Bauern abgelehnt worden war. Um 1800 lebten etwa 1300 Menschen in der Stadt, wenig später nur noch 711.

## 19. bis zum Beginn des 20. Jahrhunderts: Aue wird Industriezentrum

### Eingemeindungen und Bevölkerungswachstum
1834 zählte die Stadt 1106 Einwohner, 1890 hatte sich diese Zahl auf 6004 vergrößert. Diese enorme Zunahme geht einerseits auf über mehrere Jahre durchgeführte Eingemeindungen von Gutsbezirken und Dörfern zurück: Zelle kam 1897, Niederpfannenstiel 1921, Klösterlein 1922, Alberoda 1929, Auerhammer mit Neudörfel 1930 und Brünlasberg 1937 als Ortsteile zu Aue. Andererseits führten die Fabrikgründungen zwischen 1872 und 1900 zu einem enormen Zulauf von Lohnarbeitern aus allen Gebieten des Deutschen Reiches. Aue wurde ein Ballungszentrum der Bevölkerung, mit Wohnungsnot, Lebensmittel- und Trinkwasserproblemen.

### Neue Industriebetriebe

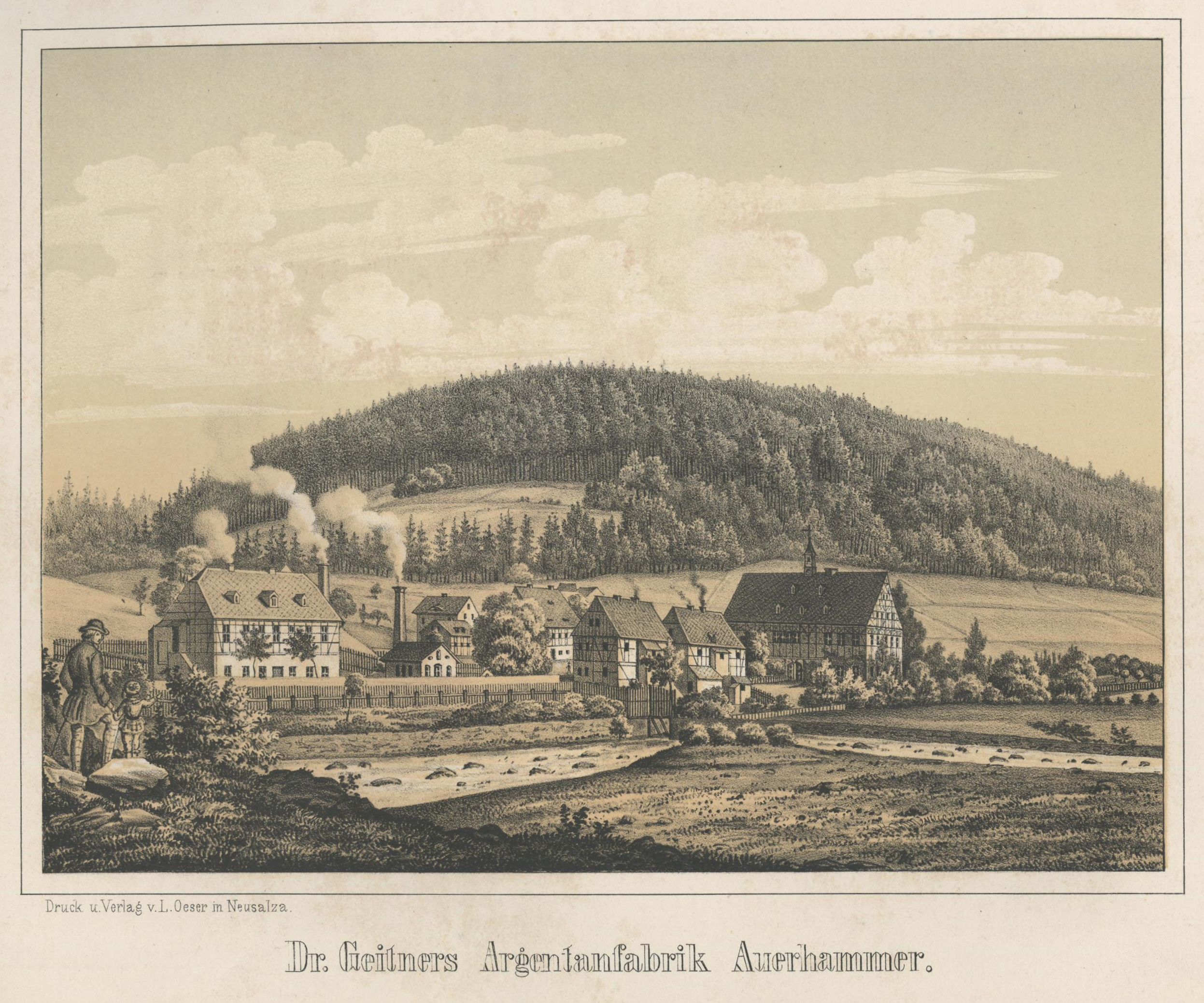
Dr. Geitners Argentanfabrik Auerhammer um 1850

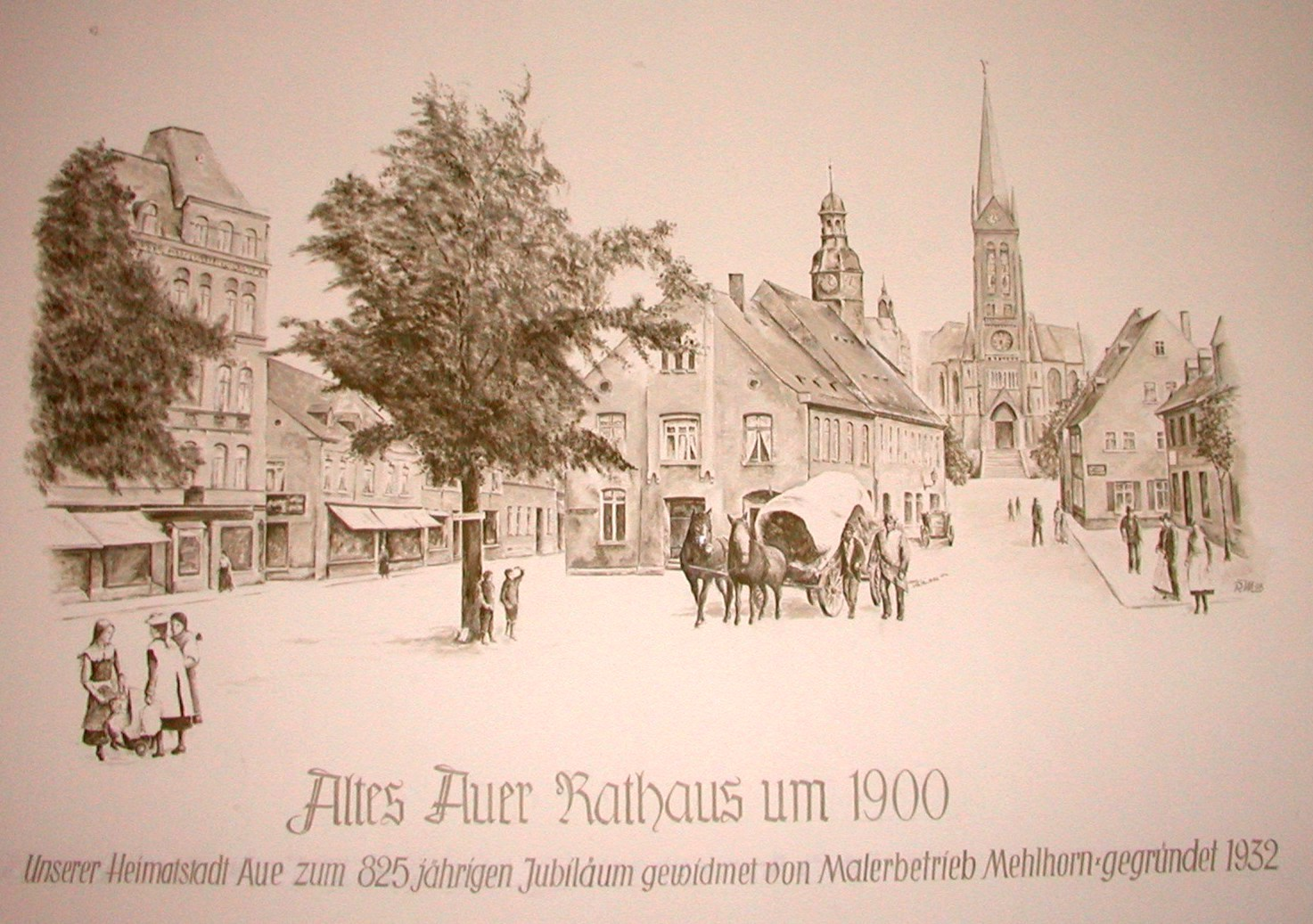
Altes Rathaus, Nicolaikirche und Markt bis 1900

Bedingt durch die in Europa einsetzende allgemeine Industrialisierung, begünstigt durch die seit 1861 beschlossene Gewerbefreiheit in Sachsen, durch die im Erzgebirge vorhandene Rohstoffbasis und die Lage Aues in einem fruchtbaren Talkessel, kam es in kürzester Zeit zur Gründung von Dutzenden neuer Betriebe. Die zahlreichen Fabrikgründungen wurden durch den Bau der ersten Eisenbahnlinien entlang der beiden Flüsse gefördert. Aue wurde nun auch ein wichtiger Verkehrsknoten und Güterumschlagplatz.
Aus Neben- oder Abfallprodukten des Bergbaus entstanden neue Produkte wie Rauschgelb und Vitriol. Anfang des 19. Jahrhunderts gelang durch ein neues Verfahren die Nickelgewinnung aus Haldengestein, was zu einem weiteren Aufschwung der Nickelerzeugung führte. Nach der Erfindung des Argentan durch Ernst August Geitner, das aus einer Kupfer-Zink-Nickel-Legierung entstand, wurde das neue Material in einem auf dem früheren Auer Hammer errichteten Argentanwalzwerk zu Blechen geformt. Damit konnten Bestecke und andere Metallwaren hergestellt werden. Ab der Mitte des 19. Jahrhunderts wurden im früheren Blaufarbenwerk Nickel und Wismut in Reinform erzeugt und in alle Welt verkauft. Am Ende des 19. Jahrhunderts waren die Erzlagerstätten weitgehend ausgebeutet, die Rohstoffe für die Hammerwerke und die Maschinenbaubetriebe mussten nun aus anderen deutschen Gebieten oder dem Ausland erworben werden. Einige Hammerwerke wurden abgerissen, andere wurden ab zirka 1820 zu Fabriken ausgebaut, die einen besonders hohen Wasserbedarf hatten wie Betriebe der Textilverarbeitung.

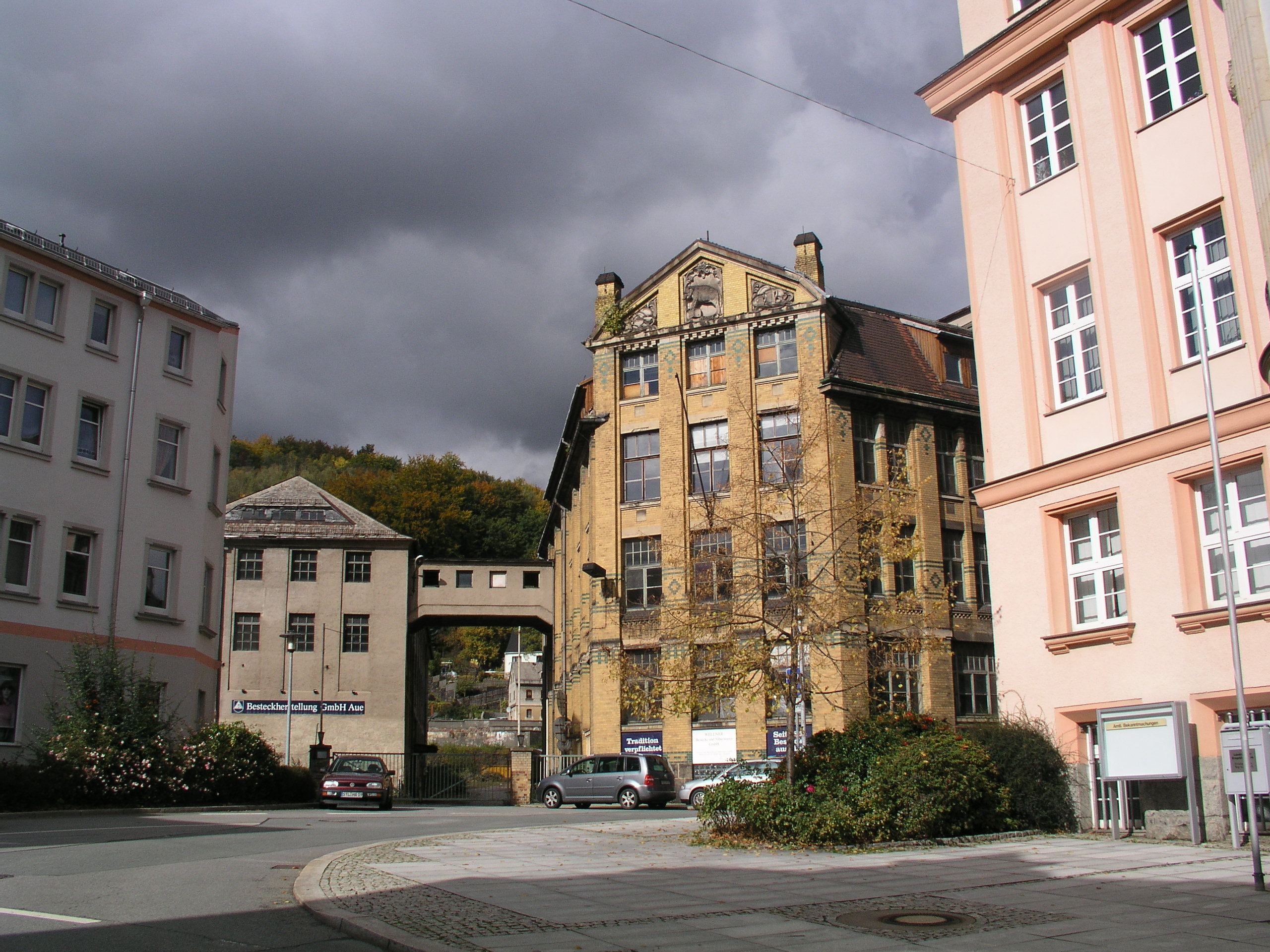
Einfahrt zum Gelände der ehemaligen Besteckfabrik Wellner. Im Jahr 2014 wurde das linke Gebäude samt Übergang abgerissen.

Zu den neu entstandenen und wirtschaftlich bedeutenden Werken zählten: die Argentanfabrik E. G. Geitner (1829 gegründet, 1855 von F. A. Lange übernommen), die Baumwollspinnerei Gebrüder Lauckner (1835), die Textilmaschinenfabrik und Eisengießerei Ernst Geßner (1850), die Betriebe zur Herstellung von Essbestecken und Tafelgeschirr aus Argentan Sächsische Metallwarenfabrik August Wellner Söhne AG (1854), Christian Gottlieb Wellner (GoWe) und C. F. Hutschenreuther & Co., Fabrik für Alpacca und Alpaccaversilberte Tafelbestecke. Als weitere Unternehmen wurden gegründet die Maschinenfabrik und Eisengießerei Erdmann Kircheis (1861), die Blechspulen- und Metallhülsenfabrik Ernst Papst (1872), die Wäschefabrik S. Wolle (1877, 1903 durch Alwin Bauer übernommen), Wäschereifabrik C. F. Gantenberg (1874), Dampfsägewerk und Holzhandlung Christian Becher (1875), Stuhlfabrik und Dampfsägewerk Ernst Wellner (1875), Spezialfabrik für Sägegatter und Holzbearbeitungsmaschinen Carl Hoffmann (1878), Maschinenfabrik Hiltmann & Lorenz (1879, bis 1923 mehrfach vergrößert, auf die Herstellung von Pressen, Scheren und Stanzen für die Blechbearbeitung spezialisiert), Holzwarenfabrik mit Dampfbetrieb August Knorr (1881), Mechanische Baumwollspinnerei S. Wolle (1882) sowie Stuhl- und Möbelfabrik Wilhelm Seitz (1903). In der Stadtchronik werden um 1890 vier bedeutende Wäschefabriken und 1906 zwölf große Maschinenfabriken notiert.

Das Adreß- und Geschäftshandbuch für die Stadt Aue von 1906 lieferte zu dieser Situation eine anschauliche Beschreibung:

„Wohl nur wenige Städte unseres Sachsenlandes dürften hinsichtlich ihrer Industrie gleiche Vielseitigkeit aufzählen können wie Aue… In erster Linie sind es die Maschinenbau- und Wäscheindustrie sowie die Textilindustrie in Gestalt mechanischer Webereien, die in Aue durch hervorragende, weltbekannte Firmen vertreten sind, wo Tausenden von Arbeitern und Arbeiterinnen Gelegenheit gegeben ist, sich lohnenden, dauernden Erwerb zu sichern. [Als Beispiele für die Vielgestaltung] können hier angeführt werden: Neusilberwarenfabriken, Kupferschmiedereien, Sägewerke, Werkzeugfabriken, Holzbildhauereien, Eisengießereien, Kartonagefabriken, elektrotechnische Fabriken, Stuhlfabriken, Blechwarenfabriken, Buchdruckereien, Steindruckereien, …, Schuhwaren und Schäftefabriken, Christbaumschmuck-Fabriken, Ziegeleien (…), ferner ein Dampfhammerwerk, eine Pfeifenkopffabrik, eine Farbmühle, eine Handelsmühle.“

 1910 hatte die Stadt 19.363 Einwohner.
Die aus Böhmen, Schlesien und Italien zugewanderten Arbeitskräfte für die neuen Fabriken brachten ihren katholischen Glauben mit. Für sie wurde vom Pfarramt Zwickau im Juli 1907 ein katholischer Seelsorgebezirk mit einem Kaplan, die Expositur Aue, eingerichtet. Der Einzugsbereich umfasste außer Aue die Orte Eibenstock, Hartenstein, Johanngeorgenstadt, Zwickau und Zwönitz. Die katholische Gemeinde hatte zu dieser Zeit rund 4050 Mitglieder. Gottesdienste fanden im Schützenhaus auf dem Heidelsberg oder in der Wohnung des Priesters statt. Mithilfe einer Spendensammlung konnte an der Schneeberger Straße auf einem privat geschenkten Gelände bis 1915 ein eigenes katholisches Gotteshaus errichtet werden, das den Namen Mater Dolorosa erhielt. – Im protestantischen Aue lebten zum Beginn des 20. Jahrhunderts damit etwa zwei Prozent Einwohner katholischer Konfession. Auch Juden hatten sich angesiedelt, die Statistik nennt im Jahr 1925 29 Personen jüdischen Glaubens.

### Stadtverwaltung und hoheitliche Aufgaben
Die neuen Betriebe mit ihren Transportaufgaben und der massive Zuzug von Arbeitern stellten höhere Anforderungen an die Stadtverwaltung und führten zu organisatorischen Änderungen. Aus dem früheren Stadtschreiber wurde 1839 ein Bürgermeister, dem einige Ratsherren zur Seite standen. Die 1873 beschlossene Sächsische Städteordnung für mittlere und kleinere Städte musste in Aue umgesetzt werden, 1890 wurde deshalb die Revidierte Städteordnung beschlossen. Danach hatte ein Stadtgemeinderat, der aus einem Stadtrat (teilweise ehrenamtliche, teilweise bezahlte Mitglieder) und Stadtverordneten (als beratendes, beschließendes und beaufsichtigendes Organ) mit einem Bürgermeister an der Spitze bestand, über alle städtischen Angelegenheiten zu entscheiden. 1878 wurde eine Gendarmeriestation eröffnet, Verkehrswege waren zu verbessern, die Trinkwasser-, Elektro- und Gasversorgung waren zu organisieren. Für alle diese Aufgaben musste die Stadtverwaltung personell erweitert werden, und dafür reichte nun das alte Rathaus auf dem Altmarkt nicht mehr.

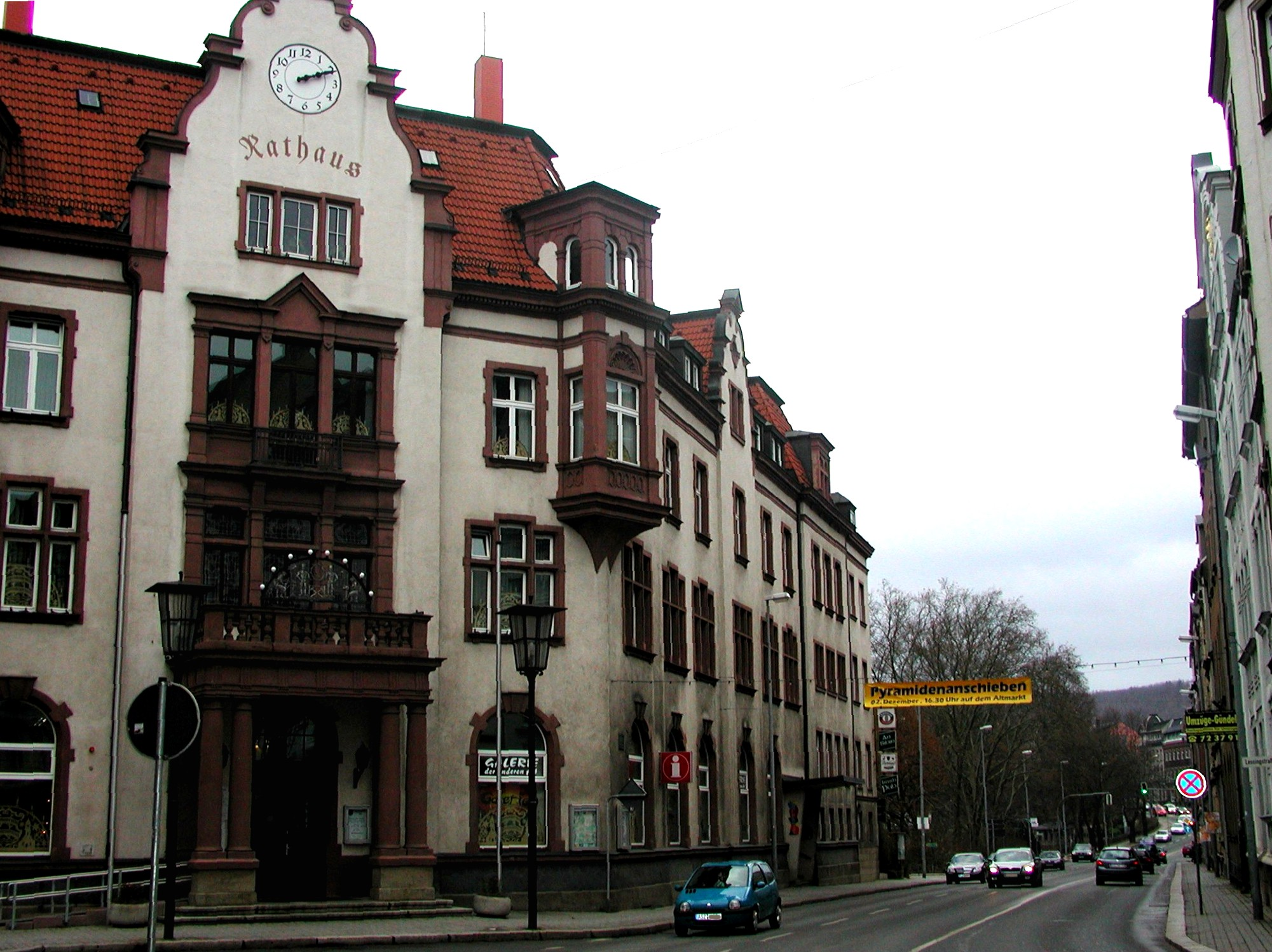
Neues Auer Rathaus in der Goethestraße

1889/1890 wurde nach den Plänen des Stadtbaumeisters Max Püschmann ein repräsentatives neues Rathaus (anfangs Stadthaus genannt) gebaut, in dem die Stadtverwaltung tagen konnte und eine Stadtbank (Sparkassenabteilung) untergebracht wurde. Ursprünglich vorhandene Zwiebeltürmchen über den Erkern mussten schon bald wegen Baufälligkeit abgetragen werden. 1911 wurde das Stadthaus baulich erweitert. Ab 1924 war in einem Raum des Stadthauses auch ein kleines Heimatmuseum untergebracht, in dem die von Heimatinteressierten zusammengetragenen ersten Schaustücke gezeigt wurden. Als der Raum im Rathaus nicht mehr ausreichte, musste das Museum aufgelöst werden, die Exponate wurden eingelagert.
Das Dorf Zelle ließ 1893 ein eigenes Rathaus für seine kommunale Verwaltung bauen. Da Zelle aber bereits 1897 nach Aue eingegliedert wurde, diente das zweigeschossige Haus mit einem kleinen Dachreiter als Glockenstuhl zunächst als Außenstelle der Auer Stadtverwaltung. Danach wurde es zu einem Gasthaus und schließlich Sitz der städtischen Wasserwerke.
Seit dem 17. Jahrhundert gab es erste sächsische Postkutschenverbindungen von Leipzig in das Erzgebirge, auf denen sowohl Reisende als auch persönliche Dokumente transportiert wurden. In einer Statistik wird beispielsweise angegeben, dass 1851 insgesamt 451 Reisende aus Aue die beiden durch den Ort führenden Verbindungen (Schneeberg – Annaberg und Chemnitz – Schneeberg) benutzten. Die Postzustellung in Aue erfolgte von einem Postboten aus Schneeberg. Am 1. Oktober 1860 wurde auf Antrag mehrerer Auer Kaufleute eine eigene Postexpedition (kleines Postamt) im Privathaus des J. C. G. Walther in Aue eröffnet, der damit der erste Auer Postverwalter wurde. Wegen der raschen Zunahme von Postsendungen und der Inbetriebnahme der Obererzgebirgischen Staatseisenbahn wurde ab 1858 im Bahnhofsgebäude eine zweite offizielle Postanstalt eingerichtet. 1868 ging das sächsische Postwesen an den neu gebildeten Norddeutschen Bund über. Nach der Gründung des Deutschen Reichs 1871 wurde die Postexpedition Aue zu einem kaiserlichen Postamt erhoben (1876 Postamt II. Klasse; 1891 Postamt I. Klasse), die Expedition am Bahnhof wurde geschlossen. Nach kurzen örtlichen Zwischenlösungen kam es auf dem damaligen Ernst-Geßner-Platz (heute Postplatz) 1912/1913 zum Bau eines eigenen zweigeschossigen Postamtsgebäudes, das noch heute als Postamt dient. Der Personentransport mit Postkutschen wurde 1875 eingestellt. Zeitgleich mit dem steigenden Gütertransport per Post entstand das Telegrafen- und Telegrammwesen, das in der Verantwortung der kaiserlichen Postämter lag. Die erste Stadtfernsprechverbindung in Aue wurde am 29. September 1891 in Betrieb genommen. Sie verband das Stadtzentrum mit den Orten Auerhammer, Zelle, Nieder- und Oberpfannenstiel, Lößnitz, Bockau, Zschorlau, Schneeberg, Neustädtel, Nieder- und Oberschlema sowie Stein im Chemnitztal. In Aue und Schneeberg gab es 16 Teilnehmerstellen. Schnell wurde das Fernsprechnetz erweitert, bereits 1895 gab es Verbindungen zu allen wichtigen Orten des Deutschen Reiches. Auch innerorts stieg die Zahl der Anschlüsse bis 1913 auf 546 Teilnehmer. Die ersten drei öffentlichen Telefonautomaten konnten im gleichen Jahr aufgestellt werden.
Die neuen Werkhallen der Betriebe mit ihren Wasser- und Heizanlagen und den davon ausgehenden Gefahren führten dazu, dass 1870 durch den Fabrikbesitzer Ernst August Papst innerhalb eines Turnvereins eine Freiwillige Feuerwehr zur schnellen Schadensbekämpfung gegründet wurde. Ab 1875 beschloss die Stadt die Umwandlung in eine Städtische Feuerwehr und stellte im Erdgeschoss der Schul-Turnhalle der Dürerschule am Ernst-Geßner-Platz Depoträume zur Verfügung. Obwohl es stets finanzielle Engpässe bei der Anschaffung von Löschhilfen gab, konnten diese mit viel persönlichem Engagement überwunden werden. Außer Löscheinsätzen waren häufig auch Personenrettungen und Unterstützung bei Bekämpfung von Hochwasser wichtige Aufgaben.
Die Lebensmittelversorgung der schnell angewachsenen Bevölkerungszahlen machte die Einrichtung eines städtischen Vieh- und Schlachthofes notwendig. Die Stadtverwaltung kaufte dazu ein Gelände in der Nähe des Bahnhofs (an der Lößnitzer Straße) und ließ hier bis 1906 die entsprechenden Zweckbauten errichten.

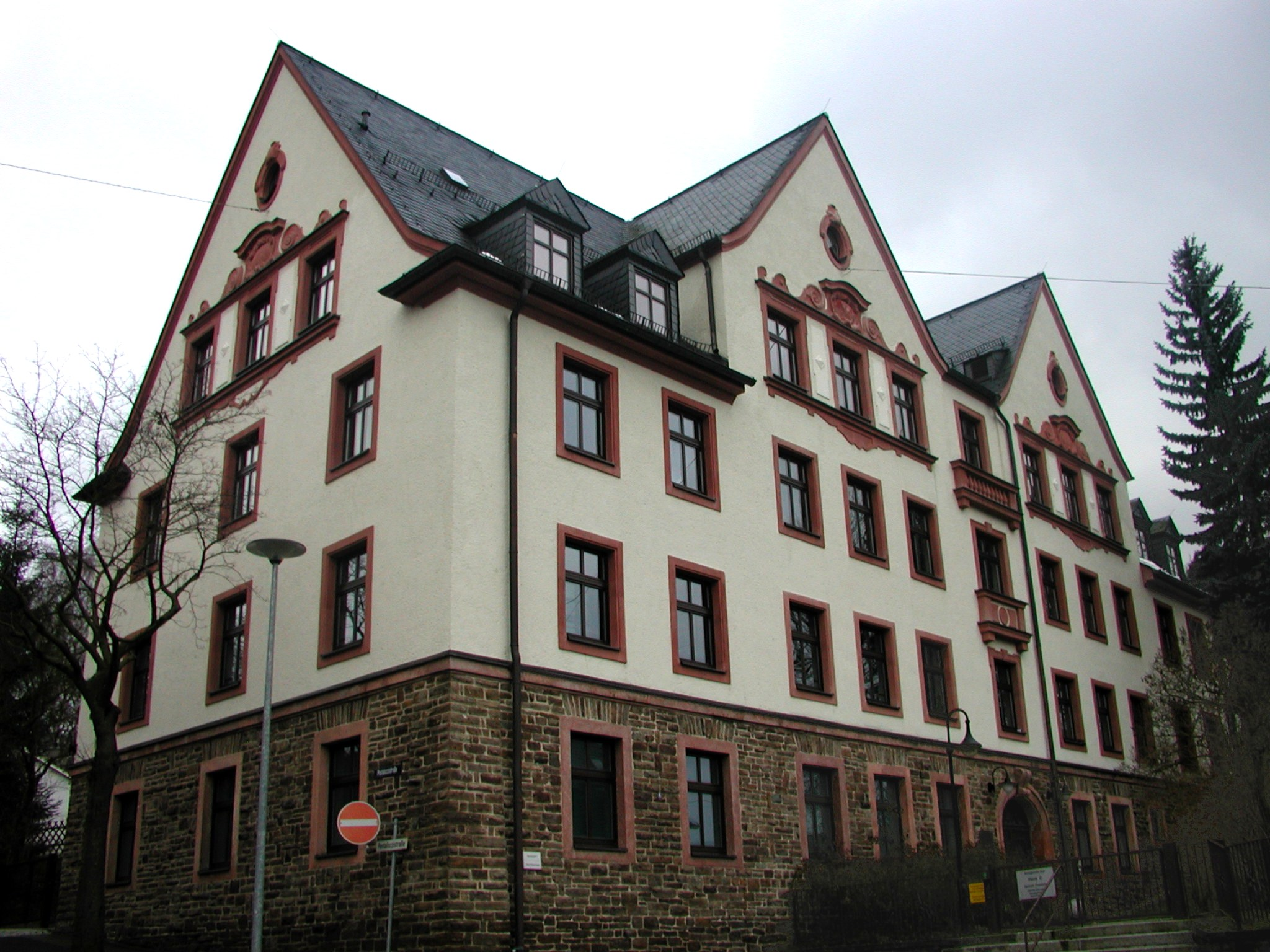
Ehemaliges Finanzamt

1901 nahm das Königliche Amtsgericht seine Tätigkeit in der Stadt auf. Ein ansehnliches Gebäude hinter dem alten Friedhof neben dem Pfarrhaus war dafür von 1899 bis 1901 mit angeschlossenem Gefängnis errichtet worden. (Heute befindet sich darin das Amtsgericht Aue. Der Gebäudekomplex steht unter Denkmalschutz und wurde 2005–2007 für 1,75 Millionen Euro saniert.)
In einem ebenfalls um die Wende zum 20. Jahrhundert bezogenen Haus in der Nähe befand sich das Königliche Finanzamt, in dem seit dem 21. Jahrhundert das Auer Grundbuchamt als Teil des Amtsgerichts untergebracht ist.
Nicht zuletzt war für eine Stadt mit rasch wachsender Einwohnerzahl auch ein städtischer Friedhof zu planen. Als der Gottesacker der früheren Kirche wegen der Neubauten zu Beginn des 20. Jahrhunderts aufgelassen werden musste, ließ die Stadtverwaltung auf einem etwa 60.000 Quadratmeter großen Gelände an der Schwarzenberger Straße einen geeigneten Begräbnisplatz anlegen. Außerdem wird der Friedhof in Aue-Klösterlein weiterhin genutzt.

### Wasser für Aue
Wasserkraft war das erste Antriebshilfsmittel für mechanische Werkstätten und den Bergbau sowie für die Weiterverarbeitung der Erze. Dafür entstanden frühzeitig an den Flüssen und Bächen Wasser- und Mahlmühlen. Die bei der Erzwäsche und der späteren Textilproduktion entstehenden Abwässer wurden über Betriebsgräben direkt in die Flüsse abgeleitet.
Bis zum Bau einer Trinkwasserleitung 1887 lieferten die zahlreichen Bäche und Flüsse sowie ausgepumptes gefiltertes Grubenwasser Trinkwasser für die Stadt. 1887 ließ die Stadt ein eigenes Wasserwerk fertigstellen. Nach einem schweren Hochwasser im Westerzgebirge wurde 1897 erstmals der Bau einer Talsperre als Hochwasserschutz und Trinkwasserreservoir im Deutschen Reichstag beraten. Der von August Bebel geforderte Bau wurde jedoch abgelehnt. Auch spätere Projekte und Untersuchungen zur Anlage eines Rückhaltebeckens waren nicht erfolgreich, obwohl inzwischen durch das starke Bevölkerungswachstum Trinkwassernot herrschte. Aus einem Quellgebiet der Gemeinde Lenkersdorf wurde bis 1905 eine etwa 10 Kilometer lange Wasserleitung nach Aue verlegt, die einen Teil der Trinkwasserversorgung übernahm.
Das Abwasser der Stadt gelangte jahrhundertelang ungefiltert in die Flüsse, was besonders durch die stetig wachsende Anzahl der Betriebe und deren große Brauchwassermengen zu einer starken Verschmutzung führte. Sicker- oder Kläranlagen wurden erst im 20. Jahrhundert dezentral errichtet. Die Lage der Stadt im Talkessel war dabei problematisch. Erst als leistungsstarke Pumpstationen mit Elektroantrieb zur Verfügung standen, konnte ein größeres Klärwerk am Stadtrand in Betrieb genommen werden.

### Energiesituation
1890 wurde ein städtisches Gaswerk in Aue in Betrieb genommen, in dem aus Kohle Stadtgas erzeugt wurde. Diese Gasanstalt befand sich am Fuß des Eichert und besaß direkten Eisenbahnanschluss. Das Gas diente zur Beleuchtung der 186 Gaslaternen in den Straßen, der Glühstrümpfe in den Wohngebäuden sowie zum Betreiben der Heizwerke in den Fabriken.
Im Jahr 1903 ging in Aue eine Elektrizitätsstation des Stromnetzes der Zwickau-Oelsnitzer Elektricitäts-Actien-Gesellschaft in Betrieb, die die Stadt 1918 kaufte. Wichtige Gebäude der Stadtverwaltung und der großen Fabrikanlagen wurden an das Elektrizitätsnetz angeschlossen.
Bei der Verarbeitung von Erzen war neben dem Antrieb von Maschinen die Erzeugung von Hitze nötig, wofür über mehrere Jahrhunderte Holz und Kohle in Schmelzöfen verbrannt wurde. Im 19. und 20. Jahrhundert ließen die Fabrikbesitzer neben ihren Betrieben eigene Heizkraftwerke bauen, die mit Kohle Heißdampf erzeugten. Zur Ableitung der entstandenen Gase aus dem Talkessel dienten hohe Schornsteine, die das Stadtbild prägten und die Luft verunreinigten.

### Wohn- und Geschäftsbauten

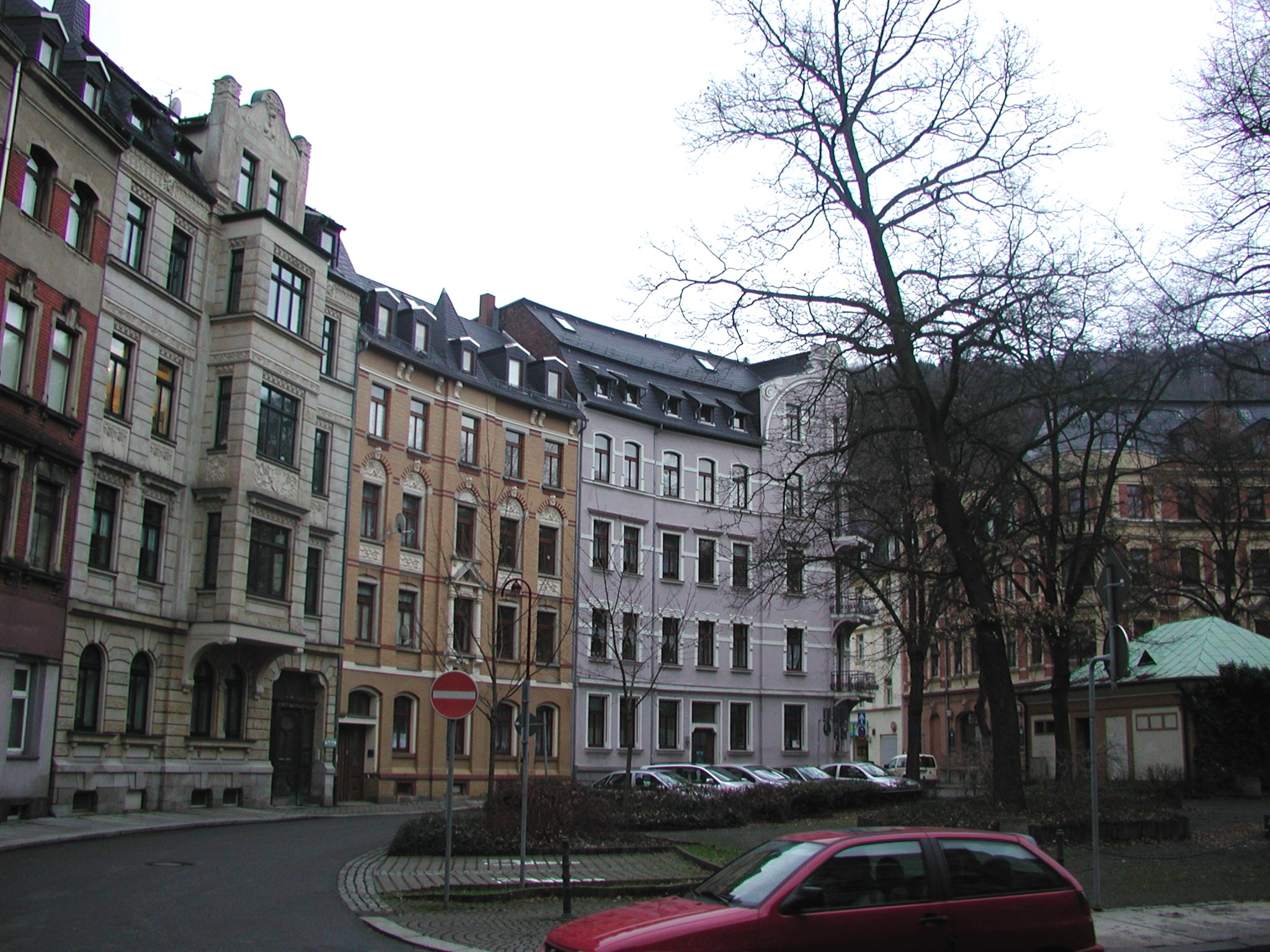
Wohnhäuser am Wettinerplatz

Der heutige Altmarkt gilt als erster Siedlungskern des Ortes, um den sich das Rathaus, die Pfarrkirche, eine Schule und einige niedrige Wohngebäude gruppierten. Zu Beginn des 20. Jahrhunderts wurden für die vielen neuen Bewohner der Stadt zahlreiche preisgünstige Wohnungen in der Nähe der Fabriken errichtet. Diese Mietshäuser hatten häufig Fallklosetts und weder Anschluss an die Kanalisation noch elektrisches Licht (das erste Auer Elektrizitätswerk wurde, wie oben dargestellt, erst 1903 in Betrieb genommen). Die Stadt dehnte sich über ihr bisheriges Zentrum hinaus aus. Im alten Stadtkern wurden die niedrigen meist nur zweigeschossigen Gebäude abgerissen, ein Raster-Straßensystem festgelegt und mit höheren und festeren Häusern in einer sogenannten Quartierbebauung versehen. So wurde der Altmarkt neu gestaltet und es entstand das Wohnensemble rund um den Wettiner Platz, das einige Bauten im Jugendstil aufweist und heute komplett unter Denkmalschutz steht. Der alte Kern der eingemeindeten Ortschaften und die Verbindungsstraßen zum Zentrum von Aue wurden mit Wohnhäusern neu bebaut. In den Stadtteilen Zelle, Eichert, Niederpfannenstiel und Alberoda erhielten so mehrere Tausend Familien neuen Wohnraum.
Die erste Sparkasse der Stadt wurde 1862 als Spar- und Kreditverein gegründet, der Gelder der Bürger zur sicheren Verwahrung annahm und Geschäftsleuten Kredite gab. Im März 1881 entstand aus dem Verein eine Stadtsparkasse, die im Schulgebäude in der Schwarzenberger Straße einen Kassenraum eröffnete. Mit der Unterstützung der Sparkasse konnten auch Industrialisierung und Handelstätigkeit im Ort vorangetrieben werden. Nachdem das neue Rathaus fertiggestellt war, bezog die Sparkasse darin neue Geschäftsräume. Um 1900 boten zahlreiche weitere Bankvereine ihre Dienste in Aue an, darunter der Chemnitzer Bankverein (1897) und die Leipziger Bank (1899–1901). Die Reichsbank eröffnete 1901 eine Filiale und ließ an der Poststraße bis 1915 ein eigenes Gebäude errichten. Später kamen die Allgemeine Deutsche Credit-Anstalt, die Deutsche Bank und die Vereinsbank Aue hinzu.
Die neuen Bevölkerungsgruppen mussten sowohl mit Nahrungsmitteln als auch mit Kleidung versorgt werden. So errichteten Privatleute kurz hintereinander Kaufhäuser in der Stadt, darunter das Kaufhaus Schocken der gleichnamigen jüdischen Familie am Altmarkt in der Schwarzenberger Straße (1909), das Kaufhaus Max Weichhold (1896), das Kaufhaus Otto Leistner, die Wäschereiartikel Bauer (alle in der Bahnhofstraße) und das Confektionskaufhaus Leon Berg am Altmarkt.

### Neue Schulen entstehen
Im Jahr 1819 gab es in Zelle ein einfaches Schulhaus, das 1853 erweitert und dann 30 Jahre lang als Schule genutzt wurde. Danach wurde es zu einem Krankenhaus umfunktioniert. Weil die Schule 1919 abbrannte, kam das Krankenhaus bis zur Fertigstellung eigener Bauten in einem baufälligen Gebäude eines früheren Salzergutes in der heutigen Schneeberger Straße unter. 1822 wurde im Stadtzentrum am Neumarkt ein kleines zweistöckiges Schulgebäude errichtet, das 1995 für den Bau der Nicolaipassage abgerissen wurde. 1877 erhielt Aue eine Realschule, die inzwischen nach Albert Schweitzer benannte Schule an der Schwarzenberger Straße. 1896 baute die Stadtverwaltung ein neues dreigeschossiges Grundschulgebäude am Ernst-Geßner-Platz, das 1928 nach Albrecht Dürer benannt wurde und inzwischen unter Denkmalschutz steht. Im Jahr 1898 wurde das erste Schulgebäude von Alberoda fertiggestellt. Im Wohnviertel Auerhammer bauten die Werkbesitzer um das Jahr 1900 für die Kinder ihrer Arbeiter ein einfaches Schulhaus, das in den 1960er Jahren als Pionierhaus weitergenutzt wurde. Nach 1990 erhielt der Ortsteil eine neue Schule.
Die vielseitige Industrie in der Stadt führte 1877 zur Entstehung einer Fachschule für Blechbearbeitung und Installation. Aus dieser Bildungseinrichtung wurde in den 1920er Jahren die Verbandsgewerbeschule (1926–1927) als Berufsschule für Lederarbeiter, Bau- und Fabrikklempner, Gürtler, Graveure, Friseure, Schlosser, Elektroinstallateure, Tischler, Maler und Zimmerer ausgegliedert. Nach dem Zweiten Weltkrieg, 1947 zog diese Spezialschule nach Chemnitz um.

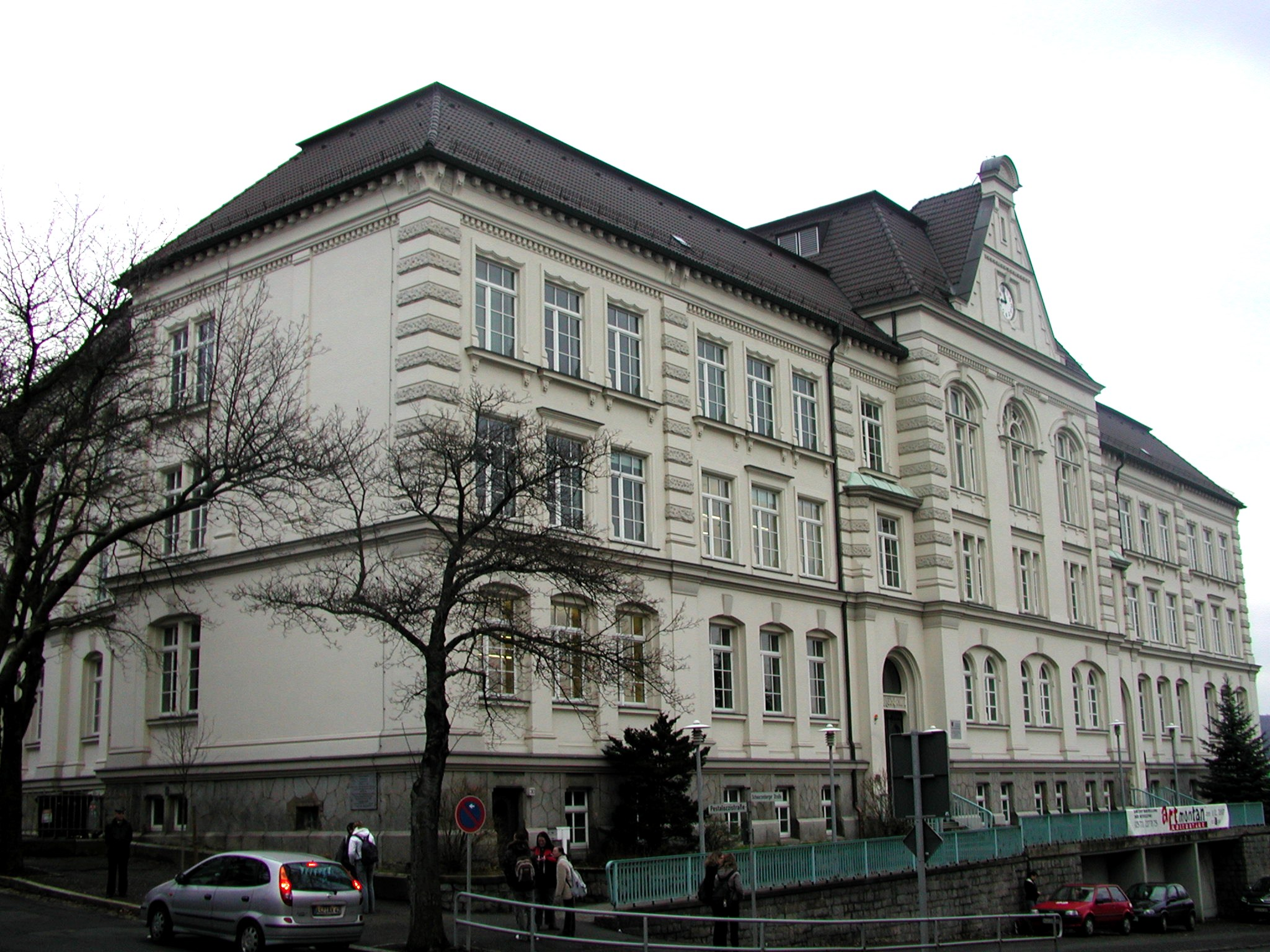
Pestalozzi-Schule, erbaut 1901

Die 1901/1902 als Gymnasium gebaute I. Bürgerschule an der Schwarzenberger Straße wurde 1927 nach Johann Heinrich Pestalozzi benannt. Ihre Erdgeschossräume dienten anfänglich als Notunterkünfte für Wanderer und als Kassenräume des ersten Creditvereins.
1879 öffnete in Räumen der Auer Bürgerschule eine erste Buchausleihe mit 600 Büchern, die allen Einwohnern zur Benutzung offenstand.
Im Stadtteil Zelle gründete sich 1897 die Realschule und Progymnasium, welche 1911 einen eigenen Neubau in der Gabelsberger Straße beziehen konnte. Im Lauf der Jahrzehnte entwickelte sich aus dieser Schuleinrichtung das Clemens-Winkler-Gymnasium.

### Verkehr und Transport
Die industrielle Expansion mit immer umfangreicheren Transportproblemen erforderte einen schnellen Ausbau der innerstädtischen und Fernverkehrsstraßen sowie die Erneuerung der vorhandenen und den Bau neuer Brücken. Von 1888 (Bau der Wettinerbrücke) bis zum Beginn des Ersten Weltkriegs wurden unter anderem die Schillerbrücke (1914) und die Schulbrücke (1914) fertiggestellt. Neue Verbindungsstraßen zu den benachbarten Ortschaften und eingemeindeten Dörfern wie die Zschorlauer Straße (1889), die Bockauer Talstraße (1910) wurden errichtet.

### Eisenbahn
Bis Mitte des 19. Jahrhunderts waren Pferdefuhrwerke und Kutschen das einzige Fernverkehrsmittel. Als im Mai 1858 die Eisenbahnstrecke Zwickau–Aue–Schwarzenberg in Betrieb genommen wurde, verbesserte sich die Verkehrslage. Mit der Eröffnung der Bahnstrecke Chemnitz–Aue–Adorf 1875 wurde die Stadt zu einem Verkehrsknoten, der die Ansiedlung von Industriebetrieben wie Metallwarenfabriken, Blechbearbeitungsmaschinenbau, Wäschefabriken usw. förderte. 1908 wurde zur Wartung der Waggons und Zugmaschinen der Eisenbahn an diesem Knotenpunkt ein Bahnbetriebswerk eingerichtet.

### Fremdenverkehr

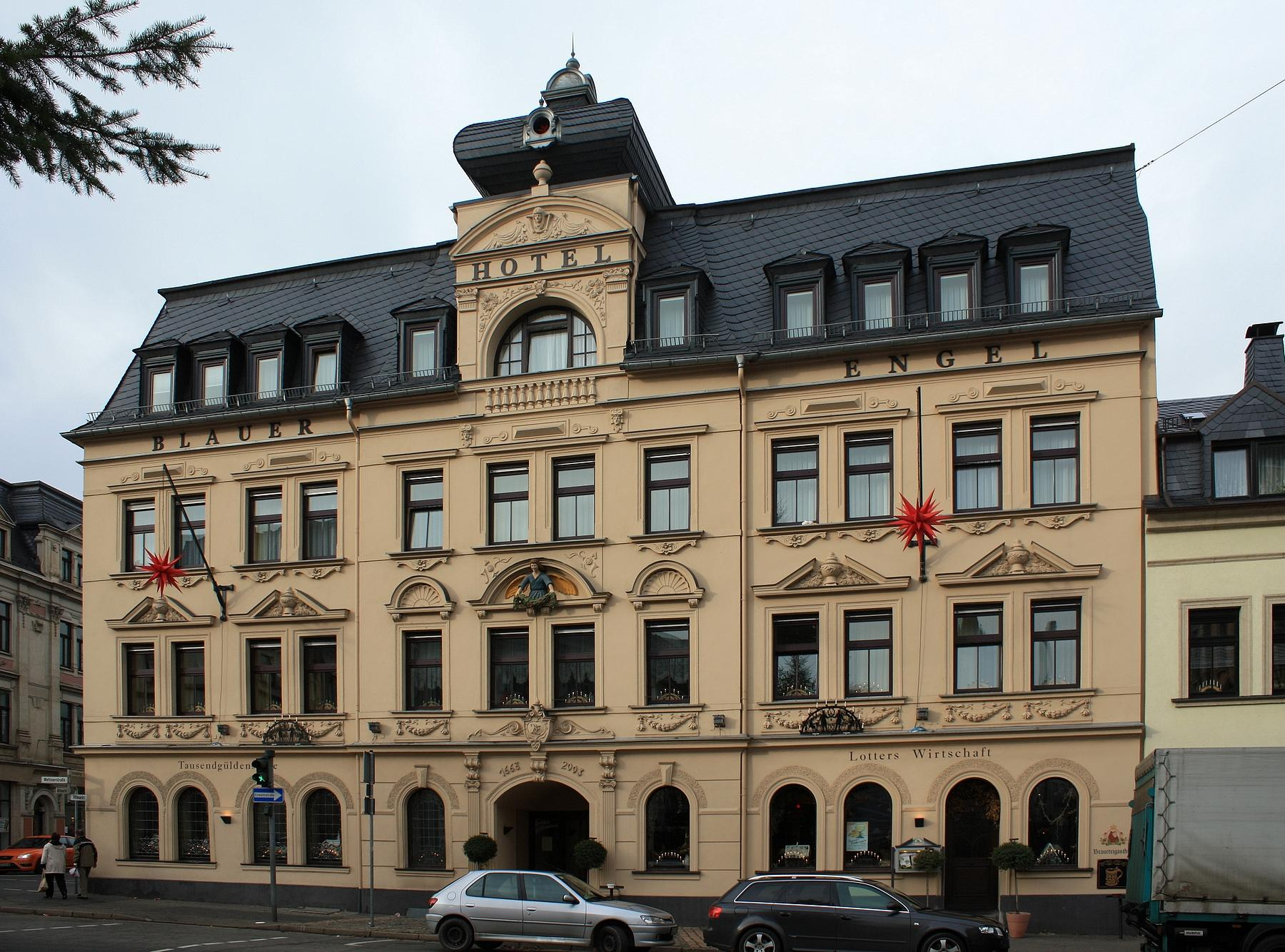
Blauer Engel, ältestes Hotel im Auer Zentrum

Der Zinnerzabbau und die Lage Aues an der Fernhandelsstraße zwischen Böhmen und Zwickau erforderten die Bereitstellung von Unterkünften und Verpflegung für Reisende. 1663 gründete der Kaufmann und Grubenbesitzer David Rehm im Stadtzentrum von Aue ein erstes Gast- und Logierhaus, das nach seinem Besitzer David Rehms Gasthof genannt wurde. Die Gewinne aus seiner Zinngrube verwendete Rehm zum barocken Ausbau der oberen Gaststube, die wegen ihres Schmuckes oder wegen der Ausbaukosten Tausendgüldenstube genannt wurde und heute dem Restaurant des Hotels seinen Namen gibt. Das Gasthaus wechselte mehrfach den Besitzer und wurde nach Bränden immer wieder um- und ausgebaut. Das Gebäude hieß ab 1715 Gasthof zum güldenen Stern. Nachdem ein weiterer Brand den alten Gasthof 1859 total vernichtet hatte, wurde er durch die neuen Besitzer als Fischerscher Gasthof auf den früheren Grundmauern im neoklassizistischen Stil wieder aufgebaut und erhielt Ende des 19. Jahrhunderts den Namen Blauer Engel. Zwischen 1950 und 1990 wurde das Hotel mehrfach renoviert. Bei einer dieser Renovierungsarbeiten erhielt die Fassade blauen Verputz und der Außenstuck wurde beseitigt. Nach 1990 wurde das Haus reprivatisiert und bis 1995 umfassend saniert. Ein Mittelturmaufsatz und Stuckzierat brachten etwas von der historischen Gestalt des Gebäudes zurück. Die Modernisierung der Innenräume führte zu höherem Komfort.
Der zunehmende Eisenbahnverkehrs und die damit verbundene Reisetätigkeit führten in Aue um die Wende vom 19. zum 20. Jahrhundert zum Bau neuer Hotels und Gaststätten. 1897/98 wurden 14.500 Übernachtungen in der Stadt gezählt. Vor allem in Bahnhofsnähe etablierten sich Einrichtungen wie der Erzgebirgische Hof oder die Gaststätten Brauerei, Germania, Gasthaus zum Stern, Café Central, Feldschlösschen, Felsenkeller oder Hüttenschänke. In anderen Straßen des Zentrums entstanden Tanzcafés oder Kaffeehäuser mit großen repräsentativen Räumen. Bemerkenswerte Jugendstildetails an der Fassade zeigt zum Beispiel das dem früheren Restaurant Bürgergarten als Schauseite vorgelagerte Haus an der Schwarzenberger Straße 6, 1903–1905 nach Entwürfen des Architekten Camillo Günther, eines Schülers von Paul Wallot, gebaut. Die ersten drei Stockwerke sind mit einfachem Putz versehen, während das oberste Geschoss mit weiß, blau und grün glasierten Ziegeln ornamental gestaltet wurde. Der Bauausschuss hatte zunächst Bedenken, die Günther mit dem Vergleich zu einem Baum mit „einer reichen Krone“ zerstreuen konnte. Später wurden aus diesen Gasthäusern, Cafés und anderen Gebäuden Verkaufseinrichtungen, Wohnhäuser oder, wie der Erzgebirgische Hof, Betriebsgebäude der Bahn.
Zur Freizeitgestaltung der Bevölkerung wurden kulturelle Einrichtungen geschaffen, hier ist in erster Linie der Stadtpark auf dem Heidelsberg zu nennen. Es kam auch zur Gründung von Vereinen wie dem Erzgebirgsverein oder einem Turnverein und einer Stadtkapelle (1888). Der heutige Stadtgarten in der Umgebung des Kulturhauses entstand zwischen 1905 und 1908 durch Ausbau der Waltherwiese. Rhododendronbüsche, Laubbäume und eine Teichanlage mit Wasserfontänen luden zur Erholung. Zu Ehren der Königin von Sachsen wurde die Grünanlage Königin-Carola-Anlagen genannt und 1908 mit einem Denkmal für Carola versehen, dessen Verbleib unbekannt ist. Gondeln sorgten für angenehme Abwechslung. Die Parkanlage wurde in den 1930er Jahren hangaufwärts bis zur Lessingstraße erweitert und als Stadtgarten umgestaltet. Zur Goethestraße hin legte man einen kleinen von Blumenrabatten umrahmten Springbrunnen an.

### Gesellschaftliche Auswirkungen
Die massiven Fabrikgründungen führten auch zur Entstehung einer mächtigen Arbeiterschaft, hatte sich doch innerhalb von 60 Jahren die Zahl der Einwohner auf 800 Prozent erhöht. 1867 wurde ein Arbeiterverein gegründet mit dem Ziel, Einfluss auf Entscheidungen der Stadtverwaltung zugunsten der Belange von Arbeitern zu nehmen. In den sozialistischen Ideen, die unter anderem von Wilhelm Liebknecht, Fritz Heckert, Ernst Scheffler und Ernst Schneller vertreten wurden, sahen die Arbeiter eine gesellschaftliche Zukunft. Die Sozialisten bekamen deshalb von den Arbeitern der Stadt großen Zulauf bei Veranstaltungen.

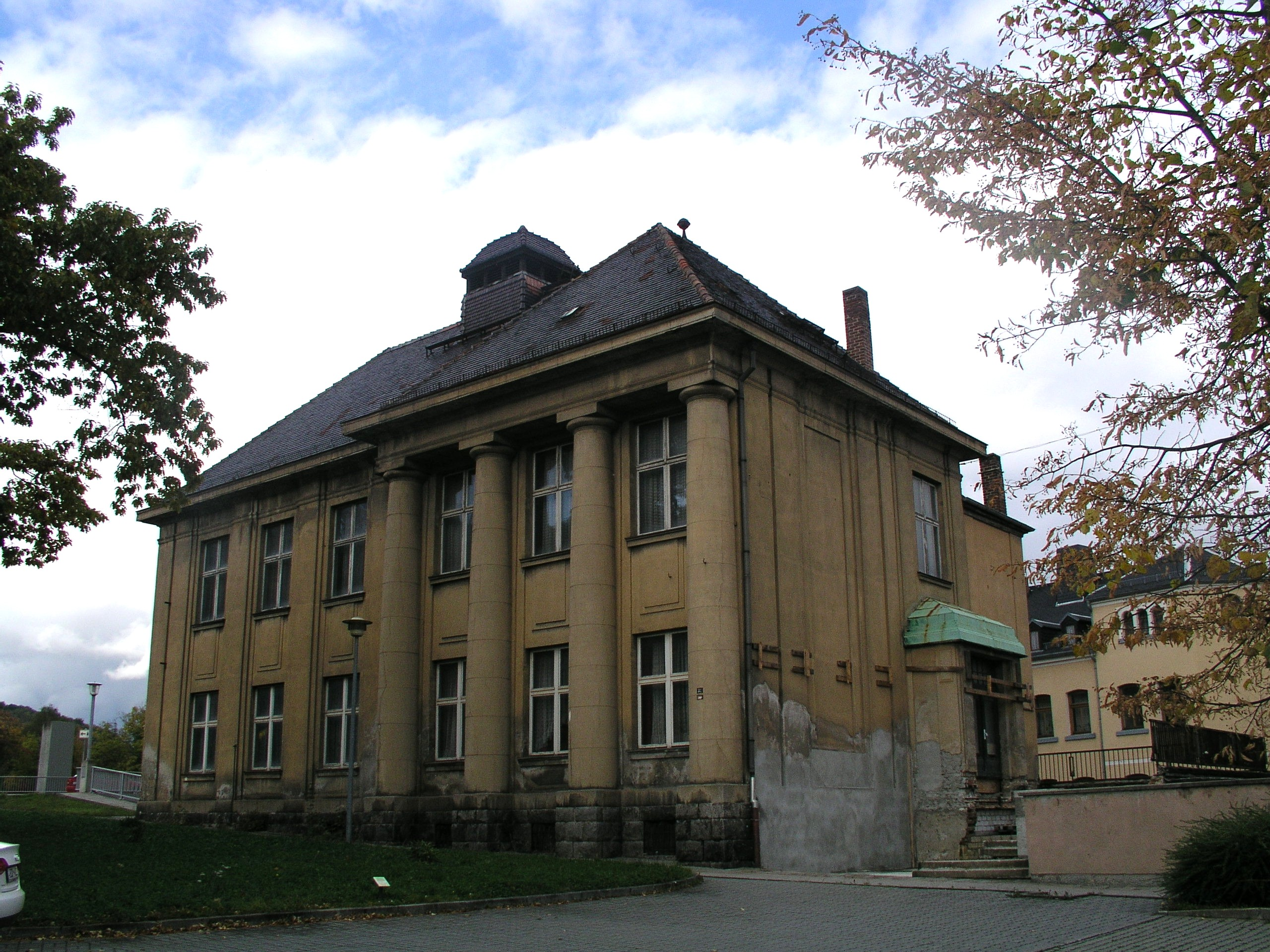
Altes Logenhaus

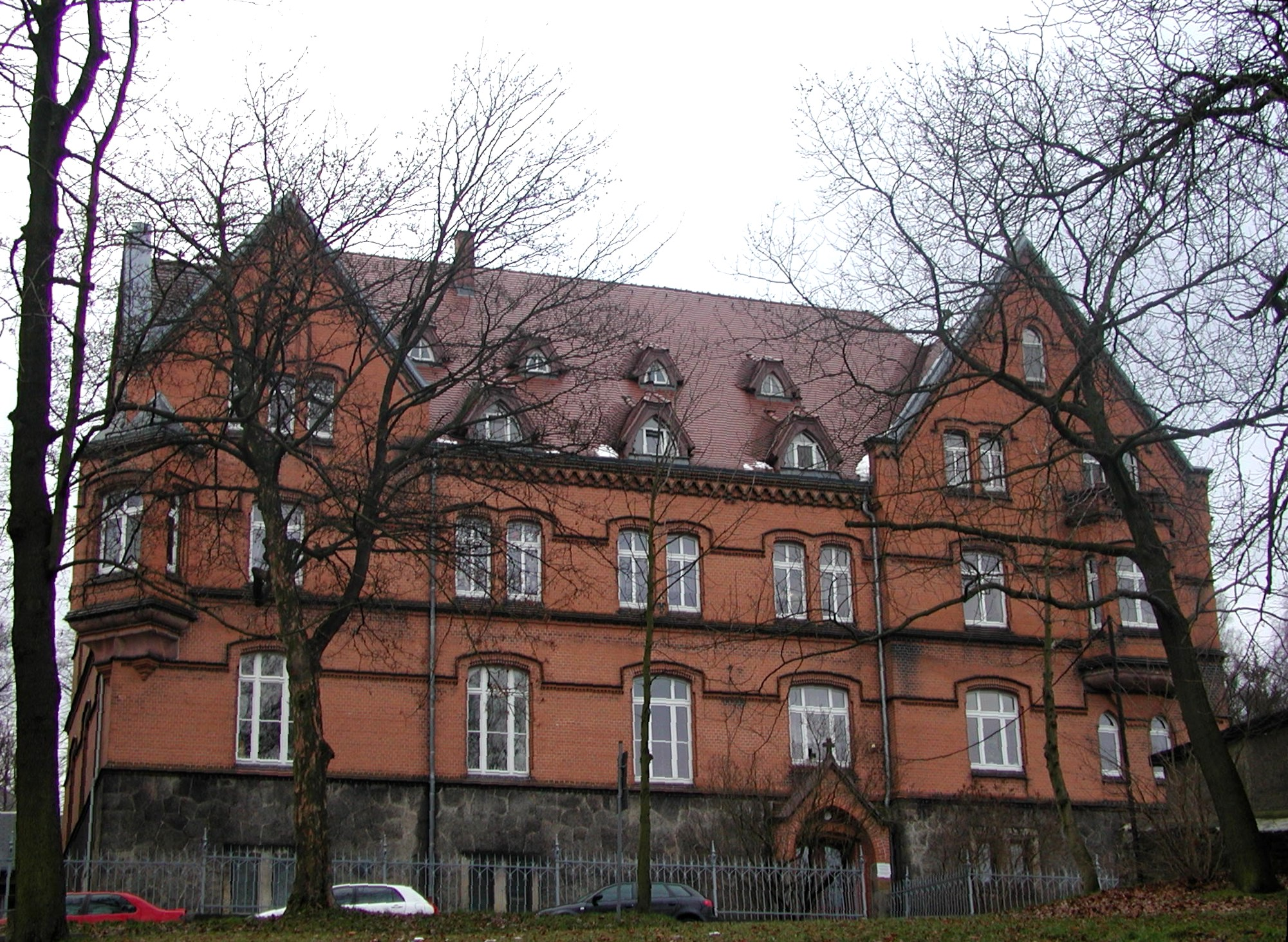
Pfarrhaus der St.-Nicolai-Gemeinde

Die kirchlichen Gemeinden erhielten mit der wachsenden Einwohnerzahl auch zahlreiche neue Mitglieder. Da nach den Kirchenregeln jedes Gemeindemitglied das Recht auf einen eigenen Sitzplatz in der Kirche hat, planten die Kirchenleitungen entsprechende Neubauten. Bis 1895 hatte es die alte Pfarrkirche im Stadtzentrum, die schon einmal erneuert und baulich erweitert worden war, sowie die ehemaligen Dorfkirchen in den neuen Ortsteilen gegeben. Zwischen 1895 und 1915 entstanden die neue St.-Nicolaikirche nebst Pfarrhaus (1890), das Gemeinde- und Wohnhaus der Landeskirchlichen Gemeinschaft (1908), die Friedenskirche (Aue-Zelle) (1912–1914) und die katholische Kirche Mater Dolorosaan der Schneeberger Straße (1913–1915). Die Anfang des 20. Jahrhunderts gegründete Auer Freimaurerloge Zu den drei Rosen ließ sich an der Schneeberger Straße ein eigenes Logenhaus bauen, das später die Stadtsparkasse, den ersten Museumsverein und eine Handwerkervereinigung beherbergte. Weitere Glaubensrichtungen wie die Freikirche der Siebenten-Tags-Adventisten, die Baptisten, die Methodisten und die Neuapostolischen ließen sich in Aue eigene Häuser für ihre Gottesdienste bauen. Die wenigen Bürger jüdischen Glaubens (Anteil an der Bevölkerung kleiner als ein Prozent) besaßen keine eigene Synagoge.

### Medizinische Situation
Die medizinische Versorgungssituation im 19. Jahrhundert war denkbar schlecht. Obwohl die Einwohnerzahl sich schlagartig vervielfachte, praktizierte zwischen 1869 und 1899 nur der Allgemeinmediziner Heinrich Gaudlitz als „Armen-, Polizei- und Impfarzt“ in der Stadt. Die Stadtverwaltung hatte immer wieder Fremdgebäude umgewidmet und zur Unterbringung von Kranken und Verwundeten bestimmt.
Karl August Müller gründete 1886 einen Verein für naturgemäße Gesundheitspflege und arzneilose Heilkunst für Aue und Umgebung, der 76 Schrebergärten auf dem Eichert anlegen ließ. 1888 eröffnete der Verein ein erstes öffentliches Wannenbad im Stadtzentrum. An der Bockauer Straße, am Fuße des Eichert errichtete die Stadt später für Karl August Müller eine kleine Gedenkstätte.
1893 ließ Sanitätsrat Pilling ein Sanatorium für bessere Gesellschaftsschichten an der Schneeberger Straße bauen, bestehend aus einem Haupthaus und drei kleineren einzelnen Villen. Die Pillingschen Kurangebote umfassten Wasser-, Dampf-, Moor- und galvanische Bäder, gymnastische Übungen zur Beweglichmachung versteifter Gelenke, Massagen, Diät- und Liegekuren.

## Zwischen dem Ersten und dem Zweiten Weltkrieg

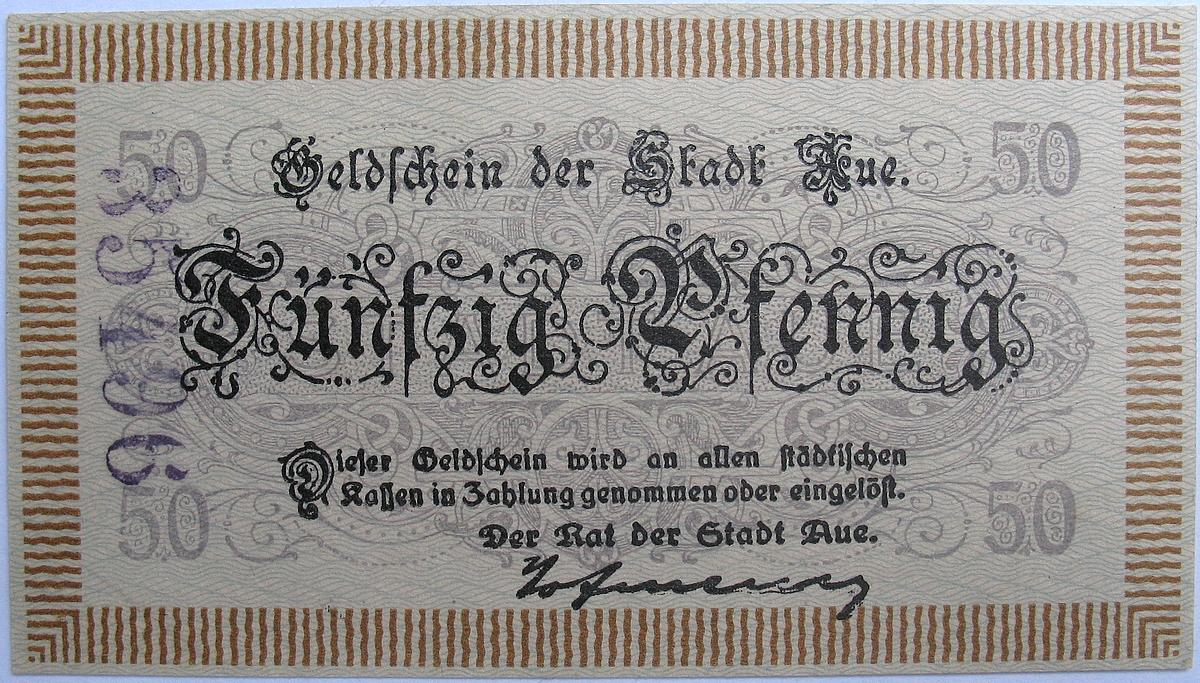
Notgeld der Stadt Aue, 1918 ausgegeben

### Erster Weltkrieg
Im Ersten Weltkrieg wurden auch aus Aue junge Männer zum Kriegsdienst eingezogen, in den Arbeiterfamilien fehlten die Ernährer. Frauen mussten als Fabrikarbeiterinnen in die Produktion gehen und mit dem Lohn für ihren und den Lebensunterhalt der Kinder sorgen. Zur Aufrechterhaltung der Produktion setzten die Fabrikherren bald auch Kriegsgefangene ein. Nur bestimmte kriegswichtige Erzeugnisse wie Nickel und Eisenbleche wurden in größeren Mengen produziert. Die Bereitstellung von Kriegsanleihen sowie die Inflation verlangsamten den industriellen Aufschwung und den dringend nötigen Wohnungsbau in Aue. – Während des Krieges wurde die Stadtkapelle aufgelöst.
Am Ende des Krieges hatte die Stadt viele Kriegstote zu beklagen, denen am Lutherplatz hinter der St.-Nicolai-Kirche 1931 ein Denkmal gesetzt wurde.

### Politische Veränderungen am Ende des Krieges
Der Abdankung des Kaisers 1918 folgte auch die des sächsischen Königs. Aus den Wirren der Novemberrevolution entstand die Weimarer Republik, das Königreich wurde zum Freistaat Sachsen. Die gerade in ganz Deutschland gegründeten Parteien fanden auch in Aue Anhänger. 1919 gründete sich eine Ortsgruppe der KPD, die ihre Parteizentrale in der damaligen Reichsstraße 58 bis zum Jahr 1933 unterhielt. Die SPD konnte bei Wahlen 1921 vier Sitze im Stadtparlament erringen. Mehr als 6000 Auer Arbeiter beteiligten sich am Kapp-Putsch. Zwei von der Stadt gebaute Asylheime dienten in den 1920er-Jahren als Unterkunft für zugezogene Arbeitsuchende aus anderen deutschen Gebieten. (Das Heim auf dem Eichert wurde in der NS-Zeit zu einem Feierabendheim und ab 1954 zum Pflegeheim Eichert umgestaltet. Um das Jahr 2000 wurde das Gebäude saniert und baulich erweitert; es wird weiter als Pflegeeinrichtung für Senioren genutzt.) Die wachsende Zahl von Arbeitslosen führte zur Einrichtung einer Verwaltungsgemeinde für den öffentlichen Arbeitsnachweis für Aue und Umgebung. 1928 kamen die Arbeitsnachweise von Schwarzenberg, Eibenstock, Johanngeorgenstadt und Hartenstein hinzu und das Arbeitsamt Aue wurde gebildet.
In der Wettinerstraße 15 hatte sich ein Fabrikant ein mehrstöckiges Wohnhaus errichten lassen, auf dessen Hofseite 1903/04 ein Gesellschaftssaal mit Varietébühne gebaut und Café Carola Kinosalon genannt wurde. Hier wurden die ersten Kinofilme in der Stadt vorgeführt. Im Jahr 1914 entstand durch den Umbau einer Pakethalle in der Bahnhofstraße 17 ein weiteres Lichtspieltheater. Es wurde unter dem Namen Apollo-Lichtspiele betrieben und verfügte über 634 Sitzplätze (Stand 1927).
Besitzerin des Gebäudes war Johanne, verw. Fischer. Diese hatte nach der durch die Stadt erteilten Genehmigung zum Umbau als Kino-Betreiber Milda Schneider und Max Berthold verpflichtet. Auch noch etliche Jahre nach dem Ende des Zweiten Weltkriegs fanden bis zum Anfang der 1960er Jahre hier Filmvorführungen statt. Im Jahr 1965 wurde das Kino zu einer Turnhalle umgebaut. In diesem Zusammenhang erhielt es die Adresse Schulbrücke 2. Im Jahr 2018 beschloss die Stadtverwaltung, das seit kurz nach der Wende leerstehende Gebäude abzureißen, weil „ein erheblicher Investitionsstau sowohl an der Gebäudehülle als auch im Inneren (Einsturzgefahr) entstanden [war], so dass eine Nutzung nicht mehr möglich und eine Sanierung nicht wirtschaftlich oder bauhistorisch sinnvoll ist“. Der Abbruch soll Anfang Dezember 2018 beginnen.
Im Oktober 1919 wurde auf Initiative eines Wissenschaftlichen Vereins eine Volkshochschule in Aue gegründet, die ihre kostenlosen Veranstaltungen in der Aula der Pestalozzi-Schule ausrichtete.

### Stabilisierung der Wirtschaft während der Weimarer Republik
In den Jahren bis 1933 lief die Produktion der angesiedelten Betriebe auf hohem Niveau, es herrschte jedoch große Wohnungsnot. So hatte die Stadtverwaltung im Gebiet um den Bahnhof und auf dem Eichert, den die Stadt 1920 aus dem Lauterer Staatsforstrevier kaufte, viele Ein- und Zweifamilienhäuser bauen lassen, die von etwa 1800 Personen bewohnt wurden. Die Wohnungsbautätigkeit reichte aber nicht aus, denn fast 700 Wohnungsanträge konnten nicht berücksichtigt werden.
In der Bevölkerung bildete sich eine breite wohlhabende Mittelschicht, die sich kulturellen Dingen zuwandte: Die frühere Stadtkapelle gründete sich nach dem Ende des Ersten Weltkrieges als Auer Orchestervereinigung neu und trat regelmäßig auf, die beiden Kinos wurden rege genutzt. Die Bildung der Freien Volksbühne Aue 1924 ermöglichte die Aufführung von Theaterstücken, Operetten und anderen Bühnenwerken. Als Spielorte dienten der Blaue Engel und der Stadtgarten.
Das seit Anfang des Jahrhunderts vorhandene Pillingsche Sanatorium wurde 1922 geschlossen. In die Sanatoriumsgebäude zog 1924 das aus Rathen nach Aue verlegte Sächsische Diakonissenhaus Zion ein. Die etwa 100 Schwestern übernahmen als „mütterliche Helferinnen“ Seelsorge- und Verkündigungsdienste für Frauen, Mädchen und Kinder in Kirchgemeinden, Dienste als Krankenschwestern in Krankenhäusern, Altenpflege- und Behindertenheimen, Dienste als Hauswirtschaftlerinnen, Gemeindeschwestern und Aufgaben zur Gästebetreuung.
Schon lange überfällig war der Bau eines Städtischen Krankenhauses, mit dessen Projektierung 1927 begonnen werden konnte. Nach Entwürfen des Stadtbaurats Hasse, der auch die Bauausführung leitete, entstand auf dem Zeller Berg bis 1931 ein großes Krankenhaus.
1924/25 erhielt die Stadt ein größeres Elektrizitätswerk am Pfannenstiel, das nach seiner Lage an einer Flussschleife auch Elektrizitätswerk an der Hakenkrümme genannt wurde. Damit konnten die Industriebetriebe auf elektrische Antriebe umgerüstet werden. Erste Wohnhäuser der Stadt erhielten elektrische Beleuchtung. Für die zahlreichen Arbeiterquartiere diente noch viele Jahre Stadtgas zu Beleuchtungs- und Kochzwecken.
In dieser Zeit wurden weitere Straßen angelegt wie die nach Niederschlema (1923–1926) und nach Oberpfannenstiel (1931). 1928 beschloss die Stadtverwaltung eine neue Polizeiverordnung, in der Regeln für den zunehmenden Kraftfahrverkehr in der Stadt festgelegt waren.
Als Standort für die städtische Polizei wurde 1926 eine Fläche im Niederschlemaer Weg mit einem Häuserblock bebaut, in dem auch das Gefängnis untergebracht war.

### Zeit des Nationalsozialismus bis zum Ende des Zweiten Weltkrieges
Die Machtübernahme der Nationalsozialisten kündigte sich im Stadtkreis Aue durch die Ergebnisse der Reichstagswahlen vom 5. März 1933 wie folgt an:
| Partei                             | Stimmen absolut | Stimmenanteil in Prozent |
| ---------------------------------- | --------------- | ------------------------ |
| NSDAP                              | 7 248           | 44,50                    |
| SPD                                | 3 479           | 21,30                    |
| KPD                                | 3 269           | 20,10                    |
| DNVP (Kampffront Schwarz-Weiß-Rot) | 925             | 5,70                     |
| Christlich-Sozialer Volksdienst    | 763             | 4,70                     |
| DVP (Deutsche Volkspartei)         | 344             | 2,10                     |
| DDP (Deutsche Staatspartei)        | 132             | 0,80                     |
| Zentrum                            | 130             | 0,80                     |
| Deutsche Bauernpartei              | 4               | 0,02                     |
| Deutsch-Hannoversche Partei        | 0               | -                        |
| Andere Parteien                    | 5               | 0,03                     |
| Gesamt                             | 16.299          | 99,75                    |

Die Parteizentrale der NSDAP, die zuerst in der Reichsstraße ihren Sitz hatte, erhielt ab 1936 ein den Architekturvorstellungen der Zeit entsprechendes Gebäude in der Lessingstraße. Die Gestapo nutzte den Polizeikomplex am Niederschlemaer Weg. Hier wurden auch politische Gefangene misshandelt, woran eine später angebrachte Gedenktafel erinnert: In diesem Hause wurden 1933 aufrechte Antifaschisten eingekerkert und gefoltert. Ihr Kampf ist uns Mahnung und Vermächtnis.
Die neue Stadtverwaltung ließ einige Straßen umbenennen, zum Beispiel erhielt die frühere Reichsstraße den Namen des sächsischen Gauleiters Martin Mutschmann (die nach 1945 nach dem Antifaschisten Rudolf Breitscheid benannt wurde.)

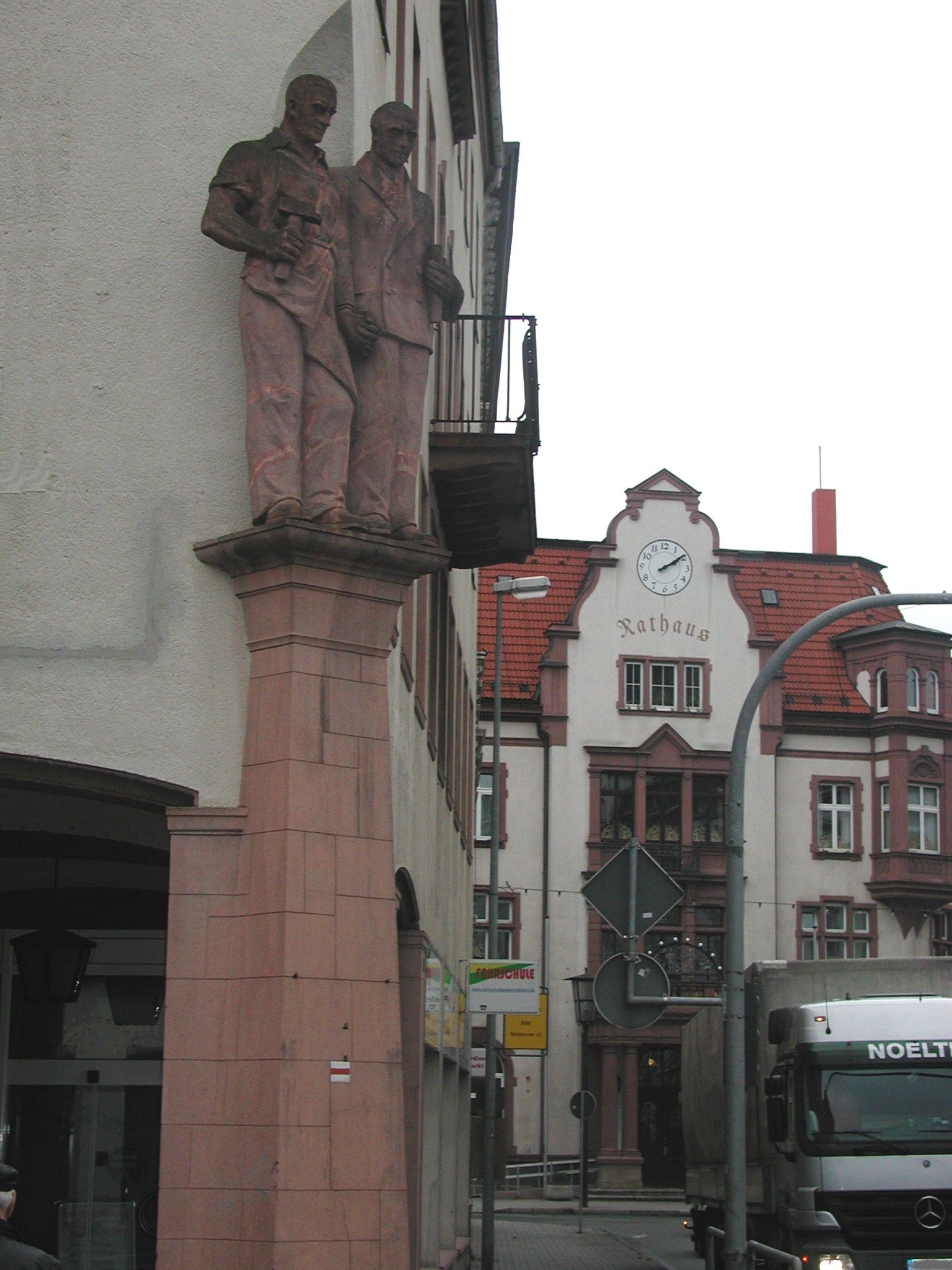
Sparkassengebäude mit Figurenschmuck, rechts dahinter das neue Rathaus

Anfang der 1930er-Jahre wurden die Räumlichkeiten der Stadtsparkasse im Rathaus zu klein und es wurden Kassenräume in dem von der Stadt erworbenen ehemaligen Logenhaus an der Schneeberger Straße eingerichtet. Die obere Etage diente dem Museumsverein für Ausstellungszwecke und der Kreis-Handwerkerinnung. Die Sparkasse erteilte aber bald den Auftrag für einen Neubau. Ein baufälliges Wohnhaus in der Goethestraße Ecke Auerhammerstraße musste für die am 7. März 1938 eröffnete Stadtbank Aue abgerissen werden. Die Fassade des Gebäudes wurde mit figürlichen Darstellungen eines Kaufmanns und eines Handwerkers aus rotem Porphyr und mit dem Stadtwappen über einem Schalterfenster geschmückt.
Durch die zunehmende Motorisierung spielte bald in Aue der Omnibusverkehr eine bedeutende Rolle. Zunächst beherrschten die Postomnibusse den Personenverkehr, die in den 1920er-Jahren die Linien Aue–Beierfeld und Aue–Jägerhaus bedienten. 1927 wurden bereits 100 Buslinien unterhalten, die die Produktionsstätten in Aue mit den Wohnvierteln und auch mit den Nachbargemeinden verbanden. Für die Unterhaltung der Busse hatte man eine Ziegelei im Ortsteil Auerhammer abgerissen und auf einem Teil der Fläche unter Einbeziehung eines verbliebenen Gebäudes ein Omnibus-Depot errichtet. (Nach 1990 wurde das Depot stillgelegt.)
Als am 1. Oktober 1932 eine posteigene Kraftwagenhalle in der heutigen Rudolf-Breitscheid-Straße in Betrieb genommen wurde, übernahm das Postamt Aue auch die Linien Bernsbach–Beierfeld, nach Bockau und Zschorlau. Der Fuhrpark umfasste sechs Omnibusse und zwei Reservefahrzeuge. – Auf dem Gebiet des Postwesens änderte sich in Aue mit der Einführung der Landpostverkraftung am 1. Juni 1933 die Zustellung von Postsendungen. Nun wurden statt der bisherigen Landbriefträger nebenberuflich Tätige in neu eingerichteten Poststellen beschäftigt. Landpostkraftwagen wurden angeschafft und fuhren die Poststellen täglich (außer sonntags) zweimal an. Außer Post-, Geld- und Wertsendungen wurden auch bis zu drei Personen mitgenommen. Aue hatte nun folgende Poststellen: auf dem Geßner-Platz, auf dem Eichert, in Auerhammer, in Neudörfel, in Alberoda sowie an den „Granitwerken“ und „Langehäuser“. (Die beiden Letztgenannten mussten bald wieder geschlossen werden.) Dem Hauptamt unterstanden dann noch Zweigpostämter und Postagenturen in den Nachbargemeinden. Der Fernsprechverkehr führte zur Einrichtung eines Selbstwählfernsprechamtes und umfasste im Jahr 1933 1500 Hauptanschlüsse.
1931 erfolgte die Zusammenlegung der im 19. Jahrhundert eröffneten Bücherei mit der Volkshochschule, die beide in dem Gebäude der Pestalozzi-Schule untergebracht waren. Trotz massiver politischer Einflussnahme auf das Personal und den Buchbestand ab 1933 war die Ausleihe weiterhin, sogar während des Krieges, möglich.
Max Adler, ein erfolgreicher Kinobesitzer aus Oelsnitz erwarb 1932 die beiden vorhandenen Kinos in der Bahnhofstraße und in der Wettiner Straße. Das Haus in der Bahnhofstraße ließ er zum „größten, modernsten und führenden Tonfilmtheater des oberen Erzgebirges mit täglicher Spielzeit“ ausbauen, es hieß jetzt Adler-Lichtspiele. Das zweite Lichtspielhaus schloss seine Pforten. Adler, der inzwischen die frühere Gantenberg-Villa am Ernst-Geßner-Platz (seit Ende der 1990er Jahre Bürgerhaus Aue am Postplatz) gekauft hatte, beantragte aufgrund des starken Interesses bei der Reichsfilmkammer in Berlin einen Kinoneubau, der auf dem Gartengelände seines Anwesens an der Mulde entstehen sollte. Dem Antrag wurde mit der Auflage stattgegeben, dass der Bau innerhalb von sechs Monaten fertigzustellen sei. Der zweigeschossige Bau, der Platz für 1047 Besucher bot, wurde ab dem 15. Dezember 1938 bespielt, er diente auch für Theateraufführungen, Vorträge und Kongresse.
Im Jahr 1934 organisierte die Stadtverwaltung im Haus der Sparkasse eine Krippenschau, bei der Weihnachtskrippen aus dem Erzgebirge, Bayern, Westfalen und Tirol öffentlich ausgestellt wurden.
Das Städtische Krankenhaus, gerade erst fertiggestellt, musste 1934 und 1937 bereits erweitert werden, um die wachsende Zahl von Einwohnern medizinisch gut versorgen zu können; während des Krieges diente es auch als Lazarett. – Das Haupthaus des Diakonissenhauses wurde ab 1939 Luftwaffen-Lazarett und blieb es bis zum Ende des Krieges, deshalb konnte keine Gästearbeit mehr erfolgen. So blieb den Schwestern in diesen Jahren nur ein Nebengebäude und der Westflügel des Haupthauses mit einem Speisesaal, der auch zu Gottesdiensten genutzt wurde.
Nach der Stilllegung der Ziegelei wurde die nicht für das Busdepot genutzte Fläche als Aufmarschplatz für die Nationalsozialisten hergerichtet: Im Rahmen einer Arbeitsbeschaffungsmaßnahme legten tausende Menschen innerhalb eines Jahres den später nach dem erzgebirgischen Liedermacher und Dichter benannten und 1937 eingeweihten Anton-Günther-Platz an. Zu großen Veranstaltungen kam es hier aber nicht.

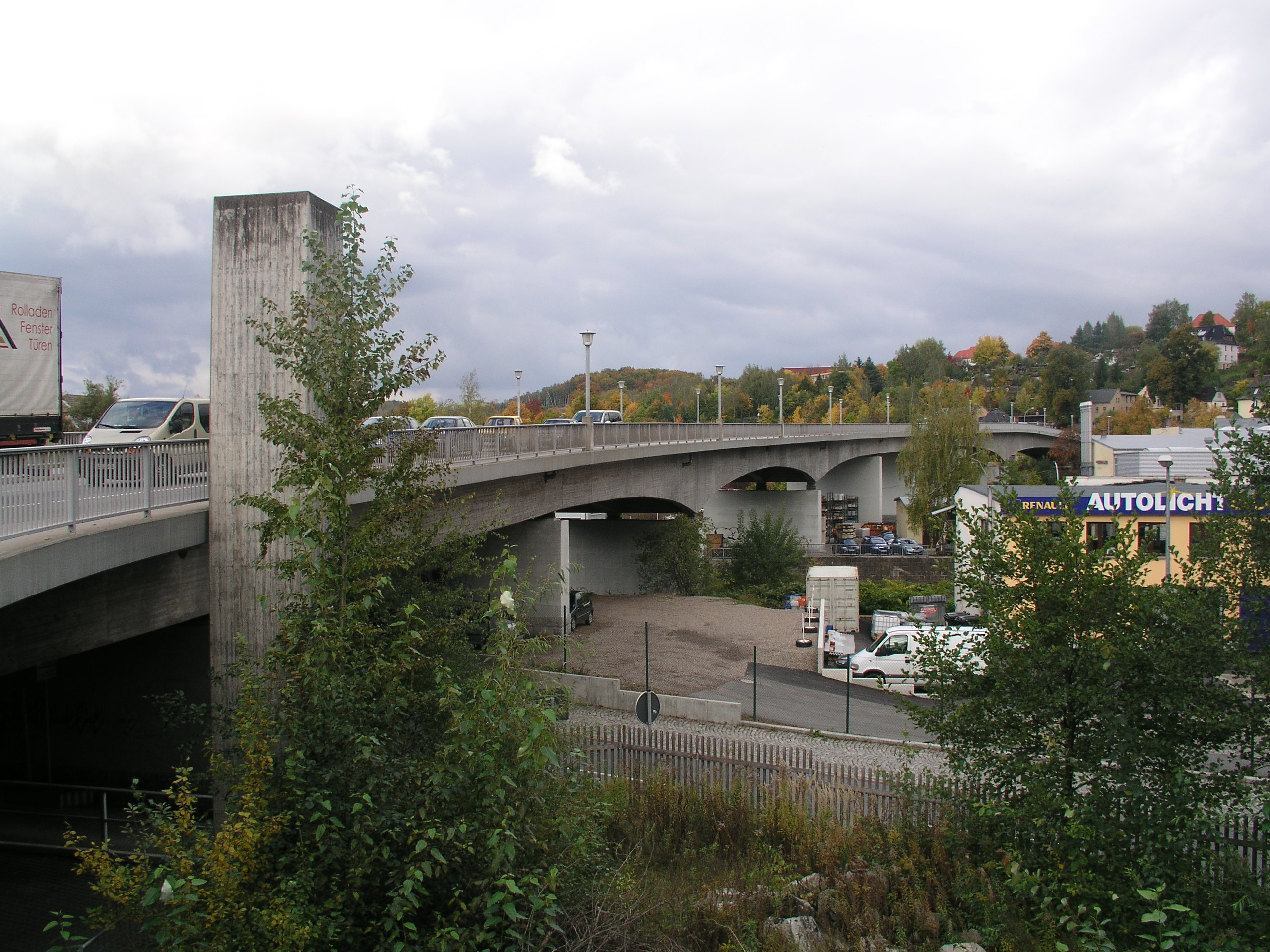
Bahnhofsbrücke

Den vorläufigen Höhepunkt der Verkehrsentwicklung bildete der Bau einer neuen Brücke, die die Zwickauer Mulde und die Gleisanlagen am Bahnhof überspannt. Sie entstand nach Plänen des Stadtbaurates Hasse und wurde am 5. Juni 1937 unter dem Namen Adolf-Hitler-Brücke (seit den späten 1940er Jahren Bahnhofsbrücke) dem Verkehr übergeben. Ihr Bau war wegen des zunehmenden Verkehrs unumgänglich geworden. Sie war die erste Spannbetonbrücke in Deutschland, deren Bauweise 1934 patentiert wurde, und steht unter Denkmalschutz. Anlässlich der Eröffnung war im Erzgebirgischen Volksfreund zu lesen: 

„Sie soll … die Verbindung zwischen der Lößnitzer und der Schneeberger Reichsstraße herstellen, den mächtigen Verkehr dieser beiden Straßen über die Bahnhofsanlagen in flüssiger Linie, vom Eisenbahnbetrieb unbehindert und ungestört, hinwegleiten und endlich die Beseitigung des für die heutige Entwicklung der Stadt … untragbaren Übergangs [beschrankter Bahnübergang] an der Lößnitzer Straße ermöglichen.“

 Ihre Stützpfeiler sind 7 Meter tief im Granitgestein verankert, ihre Hauptspannweite beträgt 69 Meter. Sie hat eine durchschnittliche Gesamtlänge von 303 Meter, eine Brückenfläche von 3.580 Quadratmeter und besteht aus zehn Feldern. Als Baukosten wurden 700.000 Reichsmark notiert. Für den Bau der Brücke verarbeitete man 650 Tonnen Stahl und 1200 Tonnen Zement. Die Brückenpfeiler trugen den Reichsadler mit Hakenkreuz als Schmuck, der 1945 abgeschlagen wurde.
Zwischen 1943 und 1945 erhielt Aue personellen Zuwachs durch die vorübergehende Unterbringung von Rheinländern, die aus den zerbombten Städten im Westen Deutschlands evakuiert worden waren, Flüchtlingsfamilien aus den früheren deutschen Ostgebieten kamen hinzu.
Die Aktionen der Judenvernichtung im Dritten Reich zwischen 1933 und 1945 waren in Aue nicht so offensichtlich. Eine Zeitzeugin erinnerte sich im Zusammenhang mit der Pogromnacht des 9. November 1938 an eine eingeschlagene Schaufensterscheibe des Wäschegeschäftes Meinzer in der Wettinerstraße. Enteignungen und Eingriffe in Betriebgeschehnisse erfolgten aber: die jüdische Familie Schocken wurde enteignet, das Kaufhaus hieß nun Merkur, und die renommierte Baumwollweberei S. Wolle musste wegen des Namens seines ersten jüdischen Eigentümers nach dem gegenwärtigen arischen Besitzer in Curt Bauer umbenannt werden. Dokumente über eventuelle Deportationen von Menschen jüdischen Glaubens in Konzentrationslager sind nicht bekannt.
Nach Beginn des Zweiten Weltkriegs wurden viele Betriebe auf Zulieferungen für die Rüstung umgestellt. Vor allem große Mengen Nickel und andere Metalle wurden benötigt. Die Nickelhütte Aue arbeitete auf vollen Touren, zusätzlich wurde 1942 hier die Produktion des Pflanzenschutzmittels Spritz Cupral aufgenommen.
Da die männliche Bevölkerung fast vollständig zum Kriegsdienst einberufen war, wurden Frauen, Zwangsarbeiter und Kriegsgefangene an den Brennpunkten eingesetzt und Rohstoffe aus anderen Gebieten herbeigeschafft. Die alten, teilweise noch vom Anfang des Jahrhunderts stammenden Maschinen und Anlagen waren ausgelastet und mussten häufig repariert werden. Dringend nötiger Ersatz oder Modernisierungen waren nicht möglich. Viele Betriebe litten auch unter dem Mangel an gut ausgebildeten Fachleuten, die entweder zum Kriegsdienst beordert oder ins Ausland emigriert waren. Wehrmachtsteile, die sich von den Fronten zurückzogen, beschlagnahmten Lebensmittelvorräte. In vielen Gebäuden wurden Notlazarette eingerichtet. Die Unterbringung und Verpflegung von Flüchtlingen und Evakuierten führte zu erheblichen Ernährungsengpässen. Einheimische berichteten, dass über der Stadt eine einzige Bombe abgeworfen wurde, die einen Mann in seinem Kleingarten tödlich verletzte. Noch im April 1945 wollte ein Kampfstab, zusammen mit Befehlshabern der SS und der Wehrmacht, die Stadt massiv militärisch verteidigen und alle wichtigen Brücken über die Mulde und das Schwarzwasser sprengen. Nur durch den persönlichen Einsatz des damaligen Bürgermeisters Max Poepel konnte dies verhindert werden. Die Stadt überstand das Ende des Krieges ohne Kampfhandlungen und damit ohne Vernichtung von Werken und Wohngebäuden. Am 8. Mai 1945 erreichten US-amerikanische Truppen Aue, ohne es zu besetzen. So blieb die Stadt wie Schwarzenberg (siehe auch: Freie Republik Schwarzenberg) bis zum 9. Juni eine „freie Stadt“, bevor sowjetische Truppen in Umsetzung der Beschlüsse von Jalta einzogen.

## 1945 bis 1949: Nachkriegszeit und Sowjetische Besatzung
Als sich noch vor dem Einzug der sowjetischen Streitkräfte eine neue Stadtverwaltung formierte, wurden Sozialdemokraten und Kommunisten in einem antifaschistischen Aufbaustab gemeinsam tätig. Dieser Stab bildete zur Gewährleistung von Ordnung und Sicherheit noch im Mai 1945 einen Polizeiausschuss, der eine Anti-Nazi-Polizei aus Zivilisten aufstellte. Ein Aktionsausschuss Antifaschistische Front (Antifa) mit mehr als 1200 Freiwilligen unternahm gemeinsame Anstrengungen zur Wiederherstellung des normalen Lebens. Die Ausschüsse arbeiteten bis September 1945 und wurden dann durch die Sowjetische Militäradministration aufgelöst. Das Kontrollratsgesetz Nr. 2 der alliierten Siegermächte verfügte im Juni 1945 die Auflösung aller deutschen Parteien und Vereine. Bereits im selben Jahr wurden in Aue aber Ortsgruppen der Sozialorganisation Volkssolidarität und des Kulturbundes, im folgenden Jahr auch eine neue CDU sowie Ortsgruppen der SPD und KPD gegründet. Die Kommunalwahlen am 1. September 1946 gewann die wiedergegründete CDU mit 42,4 Prozent aller abgegebenen Stimmen.
Am Ende des Krieges gab es nur die jahrzehntealten Fabrikanlagen. Es fehlten Facharbeiter und Rohstoffe, was einen wirtschaftlichen Neubeginn, der ohnehin durch Reparationen und Enteignungen stark behindert wurde, fast unmöglich machte. Es erwies sich daher eher als glücklicher Umstand für Aue, dass die sowjetische Siegermacht im Erzgebirge Uranerze entdeckte (das sogenannte dritte Berggeschrey) und diese für ihre Zwecke von deutschen Arbeitskräften abbauen ließ. Mit der Etablierung des Uranbergbaus in Aue ab 1946 wurden neue Betriebe (als Objekte bezeichnet) angesiedelt oder alte Fabriken neu profiliert. Aue wurde das Verwaltungszentrum der neu gegründeten Sowjetischen Aktiengesellschaft Wismut, die ihren Sitz in dem früheren Polizeikomplex nahm.
Auf Befehl der sowjetischen Besatzungsmacht mussten ebenfalls alle Geldinstitute bis auf die Kreissparkasse, die nach dem Krieg gegründete Bank für Landwirtschaft und Nahrungsgüterwirtschaft und eine Genossenschaftskasse für Handwerk und Gewerbe ihre Tätigkeiten einstellen.
Mit dem Flüchtlingsstrom aus den ehemaligen deutschen Ostgebieten war auch eine komplette Kinderklinik aus Tilsit unterwegs, die 1945 in einem Nebengebäude des Diakoniegeländes und nun anstelle des Lazaretts im zugehörigen Haupthaus untergebracht werden konnte. Die Diakonissen betreuten weiterhin Kranke, Alte und Behinderte, übten seelsorgerische und Verkündigungstätigkeiten aus. Eine Gästebetreuung war wegen der wirtschaftlichen Not und aus Platzmangel nicht möglich.
Das Postamt von Aue hatte während des Krieges nur eingeschränkt arbeiten können, blieb jedoch ununterbrochen tätig, auch über das Kriegsende hinaus. Allerdings gab es kaum etwas zu befördern, nur etwa 25 Briefsendungen fielen zum Beispiel im Mai 1945 täglich an. Pakete gab es keine. Ab Januar 1946 konnte mit einem reparierten Fahrzeug der Landpostkraftverkehr wieder aufgenommen werden. Im Jahr 1948 gehörten zum Postamt Aue vier Zweigpostämter, sechs Poststellen I (die früheren Postagenturen), 16 Poststellen II und die Bahnpoststrecke Werdau–Aue–Annaberg. Zusätzlich übernahm die Post den Vertrieb von Zeitschriften und Zeitungen.
Um die in der nationalsozialistischen Zeit unterdrückte Kunst nun öffentlich zu machen und im tristen Umfeld mit Versorgungs- und Wohnungsproblemen etwas Abwechslung zu bieten, wurde im Herbst 1945 eine Ausstellung von Ölgemälden, Aquarellen und Plastiken „antifaschistischer einheimischer Kunstschaffender“ im Sparkassengebäude an der Bahnhofsbrücke organisiert. Werke des Schnitzers Emil Teubner, der Maler Ernst Hecker, Kurt Teubner, Hans Weiß, Otto und Paul Brandt wurden gezeigt. Die Räumlichkeiten dienten danach weiterhin als Haus der Kultur.

## DDR-Zeit: 1949 bis 1989

### Alles beherrschender Uranbergbau
Direkt im Stadtgebiet erschlossen die Montanfachleute am Felsen des Pfannenstiels und am Zeller Berg ab 1950 einige Schürfschächte. Nach der Anwerbung von Freiwilligen aus ganz Deutschland für die verschiedenen Fundstellen im Westerzgebirge begann der Abbau der uranhaltigen Erze in großen Mengen. Er beeinflusste das Leben und die Entwicklung von Aue und der Nachbarorte über viele Jahre. Als besondere Sicherheitsmaßnahme wurden an allen Straßen an der Stadtgrenze militärische Kontrollposten eingerichtet. Die sowjetische Stadtkommandantur bezog das Haus der früheren NSDAP-Stadtleitung. – 1968 waren in den durch den Uranbergbau entstandenen Betrieben in Aue 12.000 Menschen beschäftigt.
Der Uranbergbau und die vervielfachten Einwohnerzahlen führten zu großer Wassernot im gesamten Landkreis um Aue. Deshalb beschloss der Sächsische Landtag 1949 den Bau der Talsperre Sosa bei Eibenstock, deren Grundstein im Jahr darauf gelegt wurde. Zur Unterstützung der staatlichen Baumaßnahmen wurden unter dem Motto „Wasser für Aue“ die Werktätigen des Landes aufgerufen, Spenden oder freiwillige Arbeitsleistungen zu erbringen. Die FDJ arbeitete an dem als Jugendobjekt deklarierten Bau durch die Übernahme einzelner Aufgaben tatkräftig mit. Im Dezember 1951 begann die Wasserversorgung der Städte Aue, Schneeberg, Zschorlau, Bockau und Lauter durch die Talsperre. Das so entstandene Trinkwasserfernleitungsnetz, der Auer Ring, hat eine Gesamtlänge von zirka 22 Kilometern.
Besondere Bedeutung erlangte die Eisenbahn mit der Etablierung des Uranbergbaus in Aue und den Nachbarorten. 1950/51 wurden 1946 durchgeführte Demontagen des zweiten Gleises auf den Strecken Aue–Johanngeorgenstadt und Aue–Schwarzenberg durch Neuverlegung rückgängig gemacht. Direkt auf dem Gelände des Auer Bahnhofs wurden gesonderte Güterzugein- und Ausfahrgleise verlegt, die einen kreuzungsfreien Verkehr der Güter- und Personenzüge aus und in Richtung Chemnitz ermöglichten. Das Bahnhofsgebäude erhielt größere Räumlichkeiten und die Technik des Bahnbetriebswerks wurde erweitert. Die Eisenbahn diente jetzt sowohl dem vermehrten Personentransport zugezogener oder pendelnder Arbeiter als auch dem Abtransport der abgebauten Erze. Von den Bergwerken wurden die gebrochenen Erze mit Kipperfahrzeugen zu den Güterbahnhöfen transportiert und von dort zu Aufbereitungsanlagen in Russland gebracht. Spezialisten ermittelten vor dem Umladen in Güterwaggons mithilfe von Geigerzählern die enthaltenen Uranmengen. Als Zugmaschinen dienten starke Dampflokomotiven. Eine von der Sowjetunion geforderte Elektrifizierung konnte wegen Materialproblemen und ungeeigneter Streckenbauwerke nicht realisiert werden. Das nicht verwertbare taube Gestein deponierte man mit Förderbändern direkt neben dem Schacht oder in der näheren Umgebung. Am Pfannenstiel verschwand unter dem Erzschlamm ein Tal mit einem 1921 gebauten Freibad.
Der Beginn des Uranbergbaus im Westerzgebirge mit allen seinen Begleitproblemen wird sehr eindringlich in dem DEFA-Film Sonnensucher gezeigt.

### Situation anderer Industriebetriebe
Bereits 1945 hatte die Sowjetische Militäradministration Befehle erlassen, nach denen Betriebe, die für die deutsche Rüstungsindustrie gearbeitet hatten, zu enteignen und zu demontieren oder zu verstaatlichen sind. Zusätzlich hatte es 1946 im Land Sachsen eine Volksabstimmung gegeben, die über die Enteignung von Großbetrieben zu entscheiden hatte. In Aue waren sechs große Betriebe von diesen Beschlüssen betroffen:
(1) Das Argentanwalzwerk Auerhammer, das in der NS-Zeit Bleche für die Rüstungsindustrie herzustellen hatte, wurde demontiert und die Besitzerfamilie Lange enteignet. Erst ab zirka 1950 konnten wieder Bleche gewalzt werden, die in der DDR-Wirtschaft dringend gebraucht wurden. Ab 1955 erfolgte eine Produktionsumstellung auf metallene Halbzeuge und Sonderwerkstoffe. Die Fabrikanlagen wurden modernisiert, neue Werkhallen und ein Sozialgebäude kamen hinzu. Nach vollem Ausbau bis 1983 produzierten in den Halbzeugwerken Auerhammer 1700 Beschäftigte Buntmetalle, Walzwerkserzeugnisse und einige Sonderwerkstoffe für Medizintechnik, Elektrotechnik/Elektronik und den wissenschaftlichen Gerätebau.
(2) Maschinenfabrik Hiltmann & Lorenz (zunächst nach notdürftiger Wiedereinrichtung als Reparaturstützpunkt für Maschinen und Eisenbahnwaggons genutzt, dann als SAG Metallista und später als Betrieb für Bergbauausrüstungen Bestandteil der Uranbergbaumanagements),
(3) Nickelhütte Aue,
(4) Textilmaschinenfabrik und Eisengießerei Ernst Geßner (nun VEB Textima),
(5) Maschinenfabrik und Eisengießerei Erdmann Kircheis (nun VEB Blechmaschinenfabrik Blema) und
(6) Sächsische Metallwarenfabrik August Wellner Söhne AG (nun Auer Besteck- und Silberwaren ABS) wurden ebenfalls verstaatlicht. ABS beschäftigte um 1970 900 Arbeitnehmer.
Die nach und nach wieder angefahrenen Betriebe stellten gemeinsam mit dem Auer Werkzeugbau (AWEBA) nun den Großteil der Arbeitsplätze in der Stadt. Sie lieferten ihre meist auf veralteten Anlagen hergestellten Erzeugnisse für die gesamte DDR und innerhalb des RGW bis zur Wende.
Mehrere Webereibetriebe sorgten für ein Wachstum der Textilindustrie. Der renommierte Produktionsbetrieb von Bett- und Tafelwäsche Curt Bauer blieb als Kommanditgesellschaft weiter bestehen und erweiterte seine Produktion.
Im Dienstleistungsbereich schlossen sich Handwerker bzw. Einkäufer und Lieferer zu Genossenschaften zusammen. Anfang der 1980er Jahre gab es 13 PGH, fünf Einkaufs- und Liefergenossenschaften und 145 Einzelbetriebe der Handwerkerinnung in der Stadt.

### Kommunale Verbesserungen und Wohnungsbau
Die Stadtverordnetenversammlung, das oberste Kommunalorgan in der DDR, sicherte durch Kommunalverträge mit den großen Betrieben den Bau zahlreicher Wohnungen, Gesundheits-, Sozial- und Sporteinrichtungen. Anfang der 1950er Jahre erreichte Aue den Höhepunkt seiner Bevölkerungsentwicklung, als durch den uranbergbaubedingten Zuzug mehr als 40.000 Menschen in der Stadt lebten.

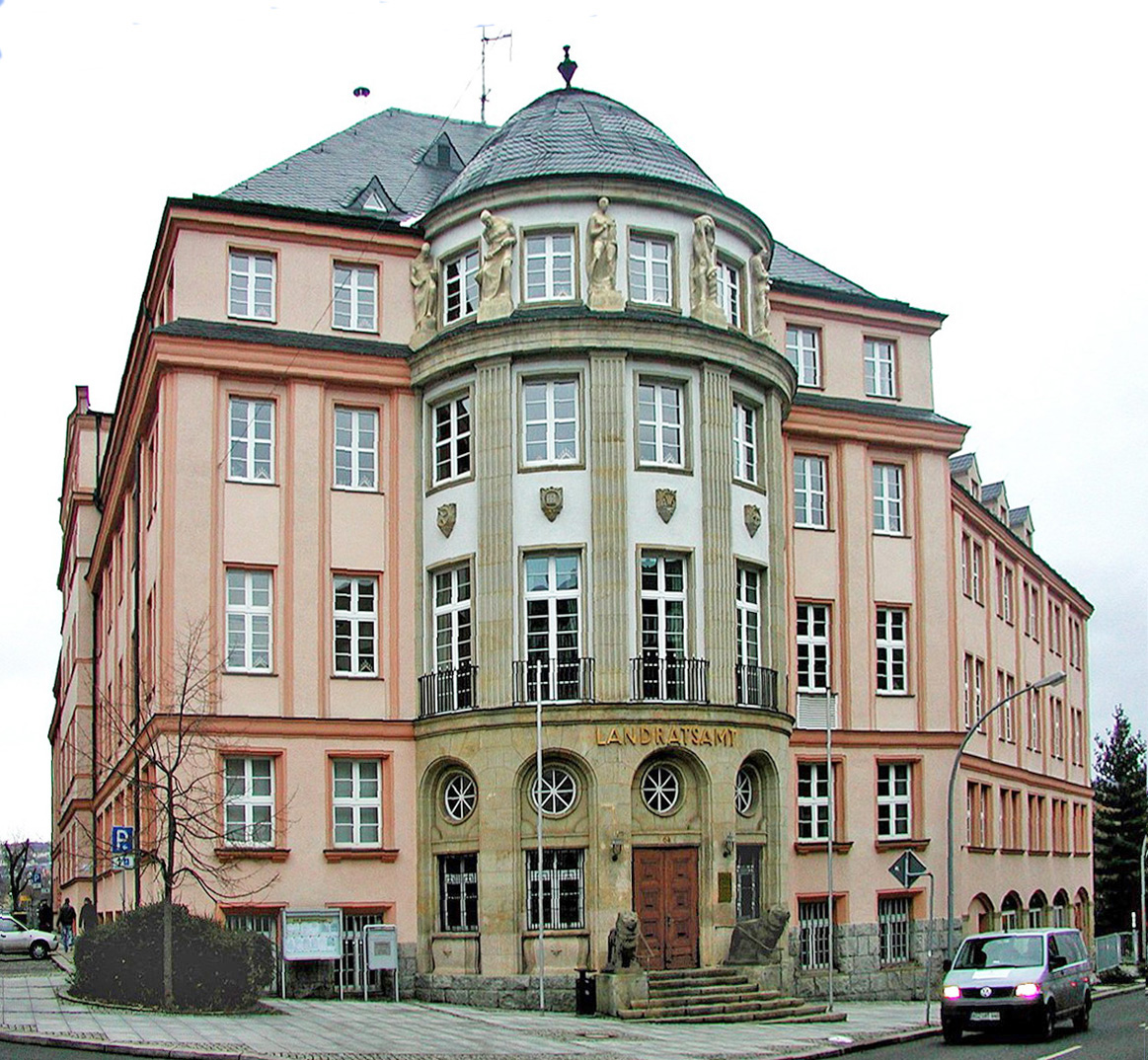
Von der Fabrikverwaltung über die Kreisverwaltung zum Landratsamt

Als die Länder der DDR 1952 aufgehoben und die Republik in Bezirke, Kreise und Landgemeinden aufgeteilt wurde, entstand der Kreis Aue, der bis zur Auflösung der DDR bestehen blieb. Ihren Sitz erhielt die neue Kreisverwaltung im 1924 als Verwaltungsbau der Firma Wellner in der Wettinerstraße (die nun in Ernst-Thälmann-Straße umbenannt wurde) errichteten Gebäude. Das Haus war durch einen Übergang in der zweiten Etage mit dem Produktionsgebäude verbunden, im Erdgeschoss gab es einen Fabrikverkauf der Erzeugnisse von ABS. (Nach der neuerlichen Reform der Verwaltungen ab dem 21. Jahrhundert ist eine Abteilung des Landratsamts für den Landkreis Erzgebirgskreis in dem von granitenen Löwen bewachten Haus untergebracht.)
Nachdem für die ersten Beschäftigten im Uranbergbau kurzfristig Notunterkünfte geschaffen und Privatquartiere angemietet worden waren, begann in den 1950er Jahren eine rege Neubautätigkeit. Am Zeller Berg wurden zwischen 1950 und 1959 insgesamt 1300 Wohneinheiten fertiggestellt. 1964 ließ die Stadt am unteren Hang des Eichert zunächst viergeschossige Plattenbauten mit 370 Wohneinheiten und im Jahr 1981 einige Elfgeschosser mit gutem Wohnkomfort bauen. Weitere Wohnhäuser entstanden später hinter dem Schlachthof und am Niederschlemaer Weg. Bis 1972 wurden auch im Ortsteil Brünlasberg und im Stadtinneren Wohngebäude für tausende Menschen fertiggestellt. Um zusätzlich zu den Eisenbahnverbindungen eine reibungslose Arbeit der Betriebe zu gewährleisten, wurden einige Omnibusverbindungen in der Stadt und zu Nachbarorten eingerichtet, für das Jahr 1973 werden zum Beispiel 24 Omnibuslinien genannt.

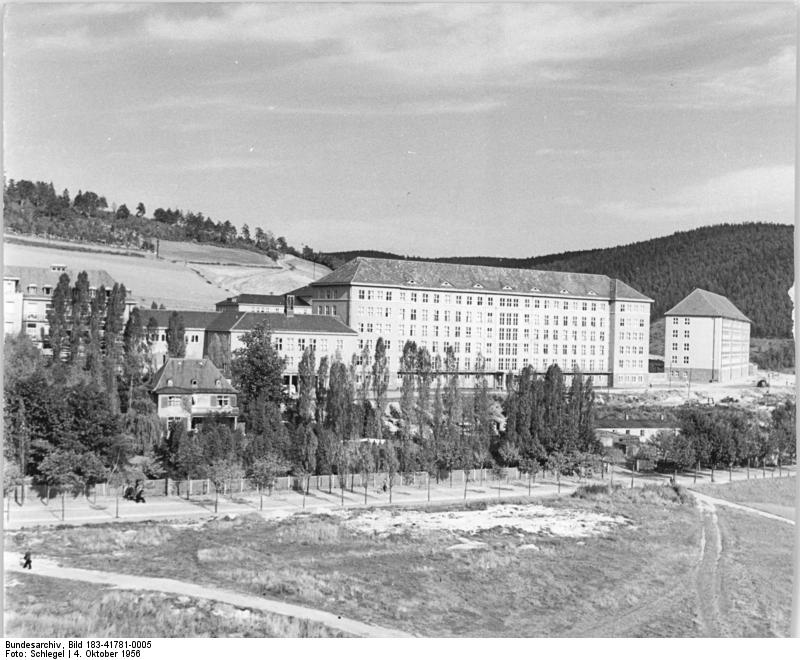
Ernst-Scheffler-Krankenhaus Aue am 4. Oktober 1956

Die zahlreichen Arbeiter in den neuen Betrieben mussten natürlich auch medizinisch betreut werden, weshalb mehrere Polikliniken vor allem in den neuen Wohnvierteln gebaut wurden. Die vorhandenen Arztpraxen, die Kinderklinik, das Klinikum und die Schwestern des Diakonissenhauses waren für die Kranken weiterhin da. Das Krankenhaus erhielt einen Erweiterungsbau für die Klinik für Innere Medizin. 1954 wurde es nach seinem Förderer Ernst Scheffler benannt. Fachärzte aus der Urologischen Klinik dieses Krankenhauses entwickelten um 1960 in Zusammenarbeit mit der Akademie der Wissenschaften der DDR und Medizintechnikern der Universität Rostock die erste DDR-eigene künstliche Niere Aue I und setzten sie ein.

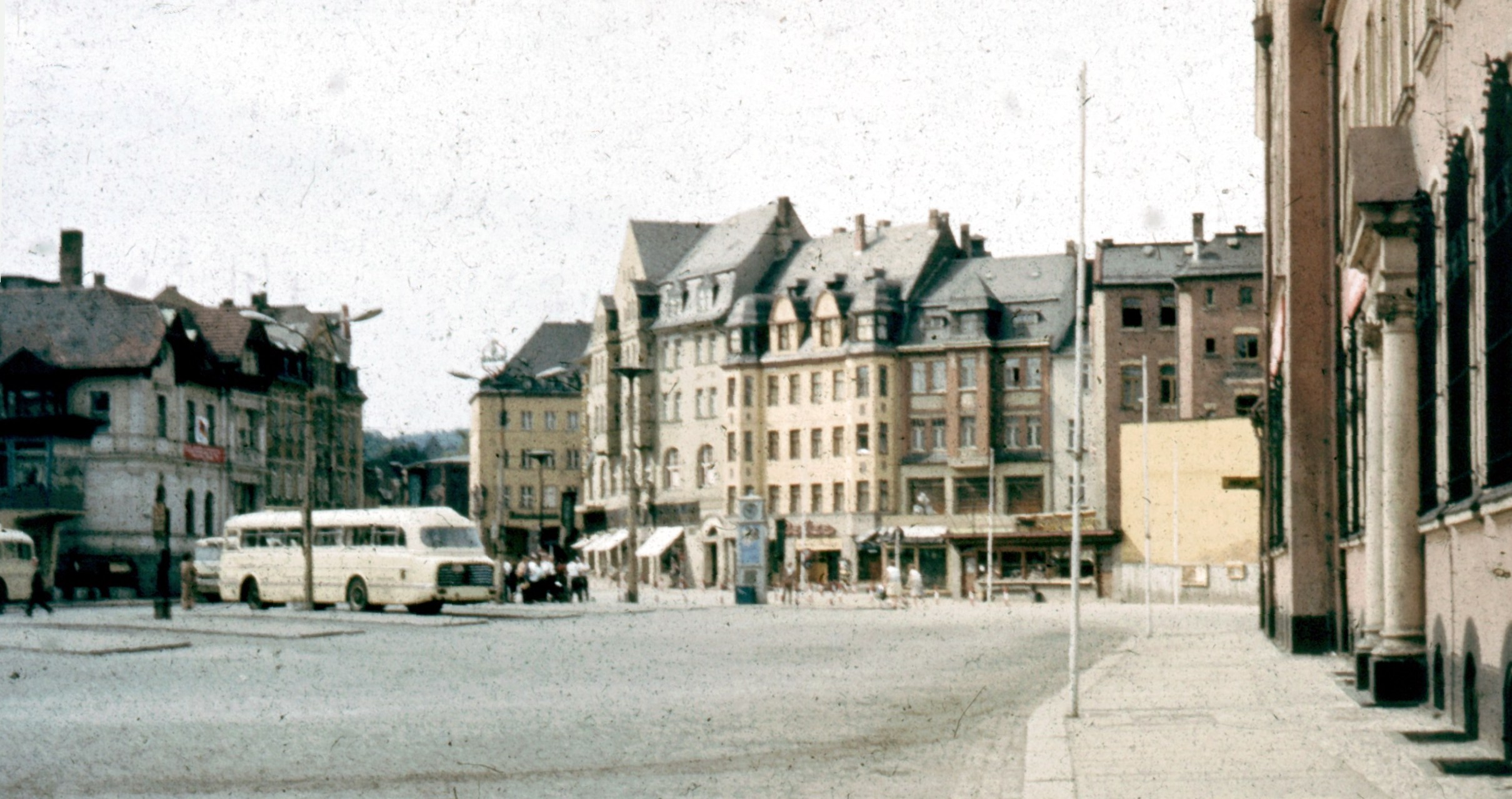
Postplatz um 1962; am rechten Bildrand das Postgebäude, der große freie Platz diente als Gummibahnhof, das heißt als Ankunfts- und Abfahrtstelle der Omnibusse

Das Postamt Aue wurde neu profiliert, die bisherigen Poststellen wurden in Zweigpostämter umgewandelt. Bis in das Jahr 1971 dauerten die Umstrukturierungen, dann gab es das Post- und Fernmeldeamt Aue 1, dem das gesamte Post- und Fernmeldewesen der beiden damaligen Landkreise Aue und Schwarzenberg unterstellt war.
1960 entstand auf dem Gelände einer ehemaligen Gärtnerei ein Schultiergarten, der von dem Auer Lehrer Wilhelm Häberer geleitet wurde, nachdem als erstes Tier auf dem Schulhof ein Fuchs gehalten worden war. Im Stadtpark legte man ein zum Tiergarten gehörendes Wildtiergehege an. Die Anlagen, in denen einheimische Haus- und Wildtiere gezeigt wurden, gingen bald in den Besitz der Stadt Aue über und wurden vor allem von ehrenamtlichen Helfern zum Tiergarten Aue stetig erweitert.
Im Kreiskulturhaus Ernst Thälmann, das 1958 im Auer Stadtgarten im Zusammenhang mit dem Uranbergbau neu gebaut wurde, etablierte sich auf Anregung des Mundartsprechers Werner Kempf am 13. Oktober 1963 das Erzgebirgsensemble Aue, ein Volkskunstensemble, das durch die Pflege und Darbietung erzgebirgischer Lieder und Musik bald über Aue hinaus bekannt wurde. Auch das Auer Bergmannsorchester kam in dem Haus unter. Erster Leiter des Kulturhauses wurde Manfred Blechschmidt. Eine Büste für Ernst Thälmann wurde 1958 vor dem Kulturhaus aufgestellt und 1972 vor eine stilisierte Fahne aus Stahlbeton versetzt. Der Stadtgarten wurde seit seiner Ersteröffnung 1908 zum zweiten Mal umgestaltet und am 6. Oktober 1972 als Ernst-Thälmann-Gedenkstätte eingeweiht. 1979 wurde die Grünanlage unter der Leitung des Architekten R. Unger und des Gartengestalter Rolf Krebs wieder umfangreich verändert. Unter Einbeziehung eines der Teiche entstand ein neues Areal, Bänke wurden aufgestellt, ein Jugendtreff eingerichtet, Hochbeete angelegt und zahlreiche Neupflanzungen vorgenommen. Die wegen der Bahnhofsbrücke nicht mehr nutzbaren Teiche der früheren Anlage wurden zugeschüttet und eine Tankstelle darauf eröffnet. (Bei dem letzten Umbau in den 1990er Jahren verschwand die Tankstelle, der Kreuzungsbereich Schneeberger und Lößnitzer Straße wurde verbreitert und vor dem früheren Café Carola (in das die Stadtbibliothek eingezogen war) lädt nun eine kleine Grünanlage zum Verweilen.)
Zu den ersten Neubaugebieten gehörten die Bereiche Zeller Berg, Albert-Schweitzer-Straße, Schlemaer Straße und Eichert sowie das Wohngebiet Brünlasberg. Neudörfel, Gellert- und Waldstraße, das Gebiet nördlich der Schneeberger Straße und Teile des Zeller Berges wurden mit Eigenheimen als Einzel-, Doppel- und Siedlungshäuser bebaut. Im Ortsteil Alberoda blieb die waldhufendörfliche Siedlungsstruktur weitestgehend erhalten. Bis 1980 entstanden in den genannten Neubaugebieten Grund- und Oberschulen und ein Sporthallenkomplex mit Schwimmbad. Das humanitäre Engagement der Schwestern des Diakonissenhauses wurde dadurch anerkannt, dass 1985–1987 ein neuer Anbau an das Haupthaus veranlasst und finanziert wurde. Die Diakonissen leisteten dagegen Religionsunterricht in einem Auer Stadtteil. Gästearbeit in Form von Kinderbibelwochen, Jugend-Freizeitaktivitäten, Familien-Erholungstagen, Seminaren und Schulungen konnte in kleinem Rahmen wieder stattfinden.

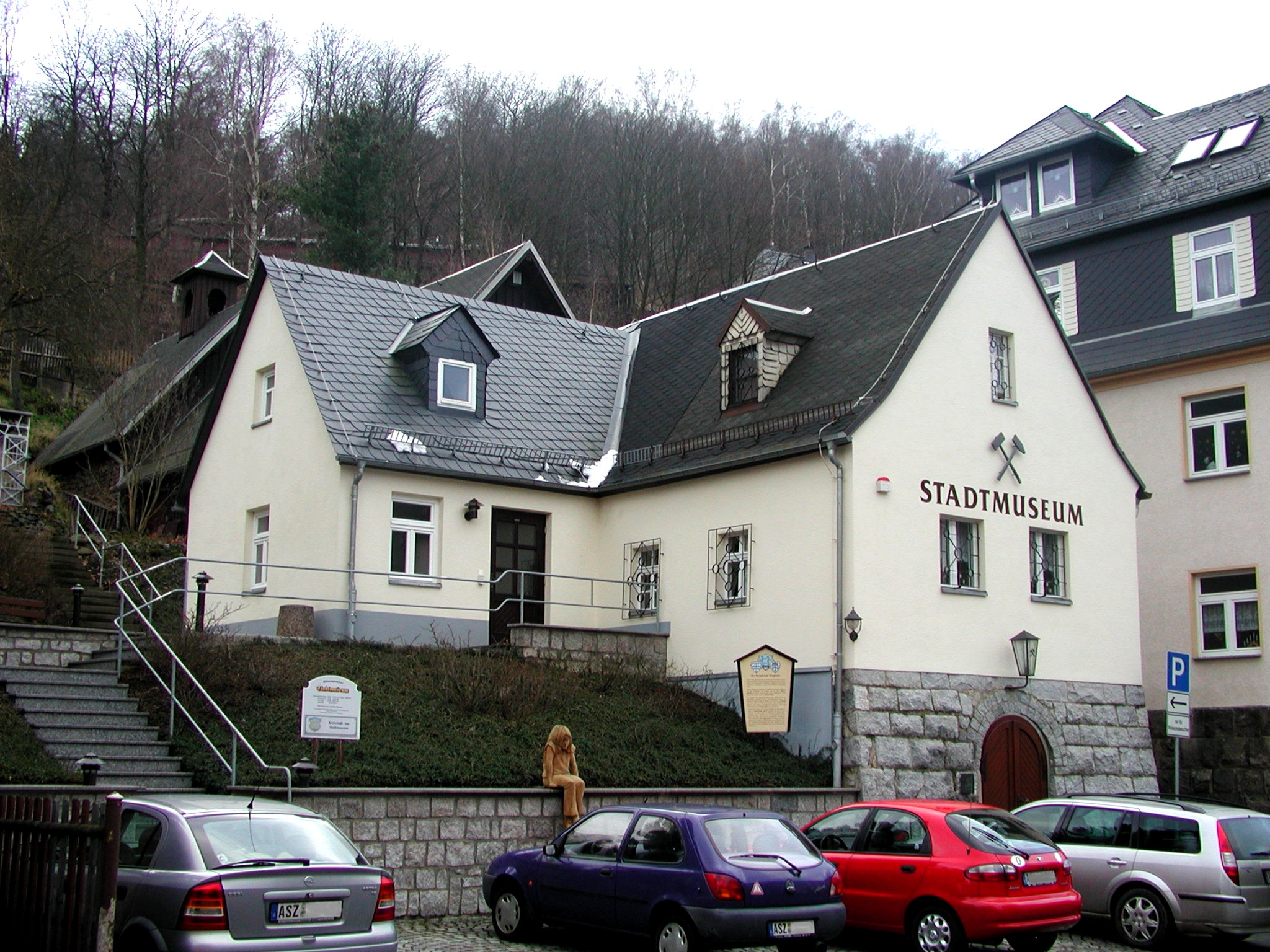
Stadtmuseum

Um Interessenten die Ausstellungsstücke zur Geschichte der Stadt wieder zugängig zu machen, wurde in den 1950er Jahren ein ehemaliges Wohnhaus an der Schneeberger Straße in der Nähe der Bahnhofsbrücke als städtisches Museum ausgebaut. 1973 musste es wegen Baufälligkeit geschlossen werden. Im selben Jahr wurde das in der Bockauer Straße gelegene Rachalßsche Kellerhaus aus dem 17. Jahrhundert, das frühere Huthaus eines Zinnerz-Schachts, unter der Verantwortung des Architekten Wolfgang Unger und des Stadtrates Johannes Heinichen sowie mit Unterstützung von Wismutbetrieben für 700.000 Mark als Traditionsstätte Erzbergbau eröffnet. Bald wurde die Schau in Museum für Bergbautechnik und Bergbaugeschichte umbenannt und trug diesen Namen bis zum Oktober 1990. Danach wurde es renoviert, umgebaut und die Exposition um die Darstellung der Stadtgeschichte erweitert. Seit 1991 ist es das offizielle Stadtmuseum.

### Gaststätten
Am Ende des Stadtgartens vor dem Kulturhaus befindet sich das 1969 eröffnete Restaurant Hutzen Haisel (siehe auch: Hutzenstube). Hier schließt sich der Eingang eines Erzstollens an, in dem unter dem Namen St.-Urban-Stollen bereits eine Gaststätte hergerichtet worden war. (Beide standen nach 1990 einige Jahre leer. Das Hutzen Haisel wurde privatisiert, rekonstruiert, 2006 wiedereröffnet und bietet vor allem einheimische Speisen an.) Von früheren historischen Gaststätten hatten sich der Bürgergarten, das Parkschlösschen, der Ratskeller, das Hotel-Restaurant Blauer Engel, das Hotel-Restaurant Stadtpark und einige kleine Kiezkneipen erhalten.

### Hochwasser
Im Juli 1954 führte eine große Hochwasserwelle, ausgelöst durch tagelang anhaltende Regengüsse und einen Dammbruch bei Bernsbach, zu reißenden Flüssen auf den Straßen der Stadt. Die tiefliegenden Verkehrswege standen etwa einen Meter unter Wasser. Hilfskräfte und die Einwohner der Stadt verhinderten häufig Totalschäden an Warenlagern und Gebäuden. Die damalige Kreisverwaltung ließ anschließend Schutzmaßnahmen in der Wasserwirtschaft durchführen und hoffte auf einen wirkungsvollen Schutz.

### Freizeit- und Sportangebote

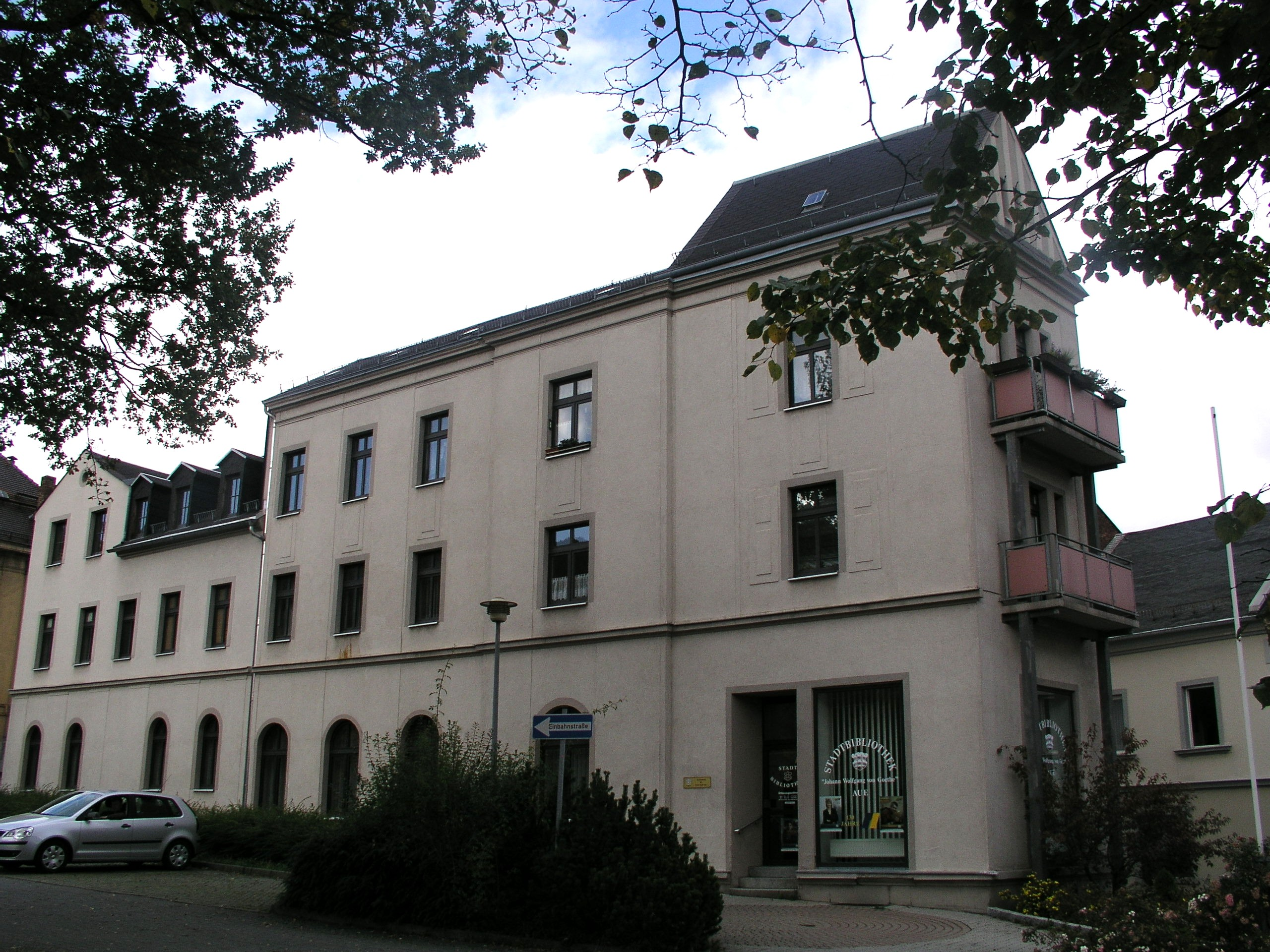
Stadtbibliothek am Schillerplatz

Die Bestände der inzwischen stark gewachsenen Bibliothek wurden nach dem Kriegsende neu gesichtet. Wegen des gestiegenen Platzbedarfs zog die Einrichtung mehrfach um, unter anderem in das frühere Logenhaus an der Bahnhofsbrücke und in die Wehrstraße. Seit den 1980er Jahren befindet sich die Stadtbibliothek im renovierten Gebäude des früheren Café Carola am Schillerplatz. In den 1950er Jahren wurde eine gesonderte Kinderbibliothek in der Thomas-Mann-Straße eröffnet, die nach dem Schriftsteller Stephan Hermlin benannt wurde. (Heute sind beide Bibliotheken in der Stadtbibliothek vereint, die über einen Gesamtbestand von 27.500 Einheiten verfügt.)
Nach den Enteignungen ab 1945 kam das Kino am Ernst-Geßner-Platz (zeitweilig auch Josef Stalin-Platz) in den Besitz der Stadt, die es bis etwa 1990 unter dem Namen Kino Einheit weiterbetrieb. (Danach wurde es für den Neubau des 1994 eröffneten Einkaufszentrums Postplatzgalerie abgerissen.)
Für die Erholung wurde der bereits um 1900 gestaltete Stadtpark am Heidelsberg wieder hergerichtet und neue Attraktionen wie eine Skisprungschanze und eine Freilichtbühne eingefügt. Volksfeste und andere Großveranstaltungen wurden organisiert. Die Ausrichtung des Pfingsttreffens der FDJ 1969 in Aue veranlasste die Stadtverwaltung zur Umgestaltung des historischen Stadtzentrums um den Altmarkt. Landschaftsplaner schufen eine Anlage mit Wasserspielen, Blumenbeeten, Büschen und Bänken, und ein backsteinernes Verkehrshäuschen wurde aufgestellt. Die elektrisch betriebene Großpyramide aus dem Jahr 1937 erhielt ab 1973 einen festen Standort.

Emblem des Fußballclubs Erzgebirge Aue

Eine Betriebssportgemeinschaft mit den Sektionen Fußball, Handball, Turnen und Volleyball, dessen Träger die spätere SDAG Wismut war, wurde frühzeitig gegründet und stand allen Sportinteressenten zur Teilnahme offen. Aus diesem Sportverein wurde bald der Fußballclub (FC) Wismut Aue gebildet, der in der DDR-Oberliga mitspielte. (Nach 1990 konnte der FC Wismut Aue dank eines guten Managements überleben und ihm gelang unter dem neuen Namen FC Erzgebirge sogar der Aufstieg in die 2. Fußball-Bundesliga.)
Trotz aller kommunalen Verbesserungen sank die Einwohnerzahl ab den 1960er Jahren und verringerte sich bis 1990 auf 25.765, das waren nur noch 65 Prozent des Maximums. Als Gründe werden der rückläufige Uranbergbau (Fundstellen waren häufig ausgebeutet, Personen wurden durch moderne Technik ersetzt), die Rationalisierung in den großen Produktionsbetrieben sowie die schlechter werdende Lebensqualität in der Stadt angesehen. Die Flüsse waren verschmutzt, qualmende Schlote und Bergbauhalden bestimmten das Stadtbild und die Umgebung.

## Wendejahre 1989/1990 in Aue
Wie in vielen anderen Städten in der DDR kam es 1989 auch in Aue zu Demonstrationen für gesellschaftliche Veränderungen und eine Erneuerung des Staates. Seit dem 23. Oktober beteiligten sich vor allem junge Menschen an den Montagsdemonstrationen in der Stadt. Auch nach der Öffnung der Mauer am 9. November wurden die Proteste fortgesetzt. Auf Transparenten waren Texte wie „Die SED ist für immer von uns gegangen – *21. April 1946 – †18. März 1990“ und „Deutschland einig Vaterland“ zu lesen, und so haben auch die Auer am Sturz des DDR-Regimes mitgewirkt. 1990 wurde auf Initiative des in Aue gebildeten Runden Tisches die unabhängige Tageszeitung Auer Tageblatt herausgegeben. Sie wurde 1991 eingestellt, weil sie sich nicht gegen die traditionelle Auer Lokalausgabe der Freien Presse durchsetzen konnte.
Am Tag der Deutschen Einheit 1990 pflanzten Auer Bürger im Stadtgarten eine Linde. Ab dem 1. Januar 1991 erhielten einige Straßen, die nach dem Zweiten Weltkrieg umbenannt worden waren, ihren früheren oder einen neuen Namen.

## Aue nach der Wiedervereinigung

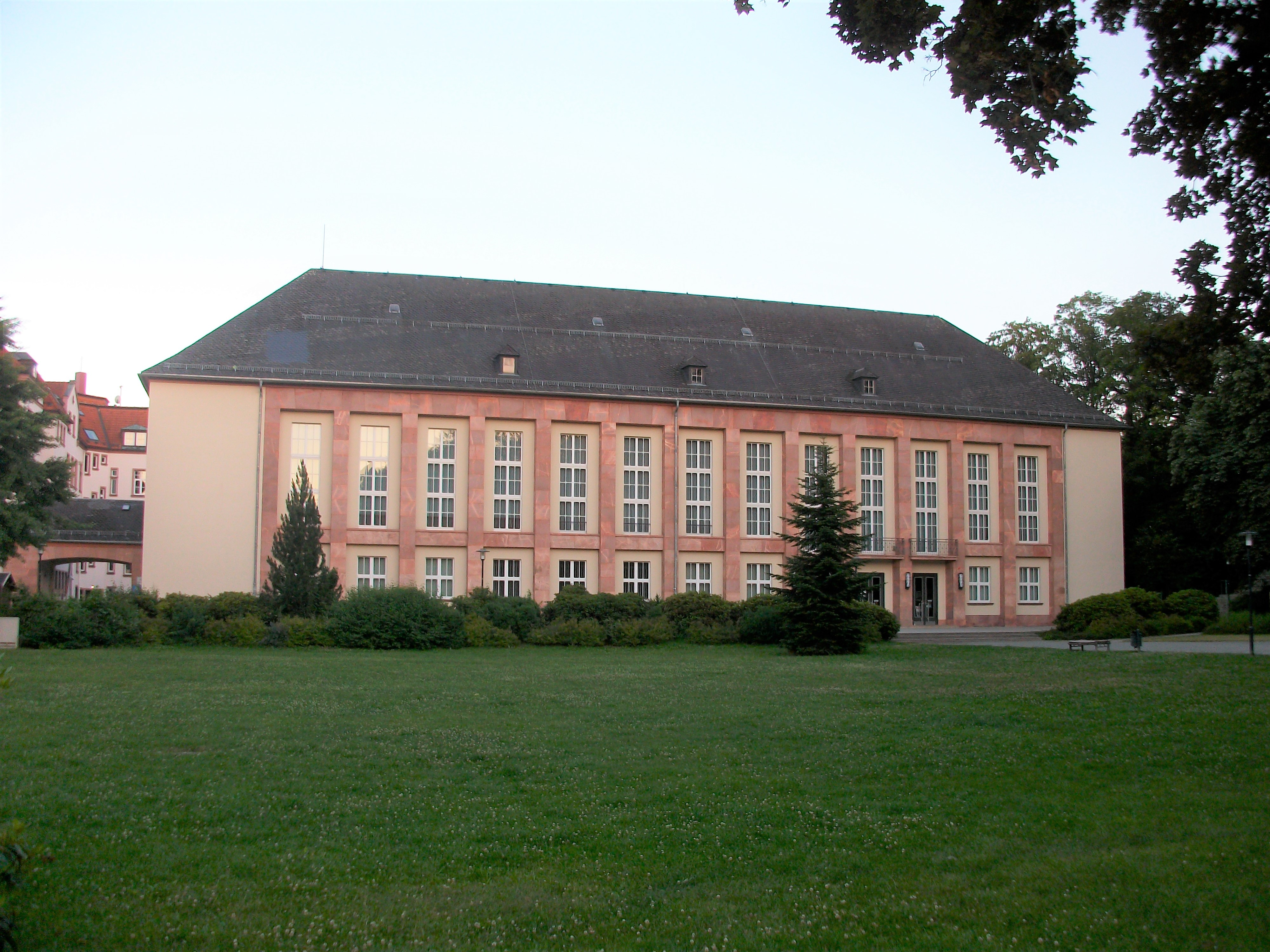
Als Baudenkmal der DDR-Zeit geschütztes Kulturhaus im Stadtgarten

### Kreisreform
Bis 1994 war die Stadt Verwaltungssitz des Kreises Aue. Mit der Kreisreform 1994 wurde sie Verwaltungszentrum des neugebildeten Landkreises Aue-Schwarzenberg. Im Rahmen der sächsischen Verwaltungsreform 2008 und der damit verbundenen Gründung des Erzgebirgskreises wurde Aue nicht mehr als Kreissitz berücksichtigt. Die Stadt wandte sich mit einem Antrag auf kommunale Normenkontrolle an den Verfassungsgerichtshof des Freistaates Sachsen, um gegen die Bestimmung von Annaberg-Buchholz als Sitz des Landratsamtes vorzugehen. Am 27. Juni 2008 wurde dieser Antrag vom Verfassungsgerichtshof verworfen. Als Ausgleich wurde ihr mit Wirkung zum 1. August 2008 der Status Große Kreisstadt verliehen.

### Wohnungssituation
Obwohl Aue nach der Wende zahlreiche Einwohner verlor, bestanden weiterhin Wohnungsprobleme, denn der Altbestand war verschlissen oder entsprach nicht dem normalen Wohnstandard. Die Wohnungsgesellschaften und Privateigentümer wurden mit großzügiger Kreditgewährung bei der umfassenden Sanierung unterstützt. Im Jahr 1995 baute die Stadt in der Bockauer Gasse Sozialwohnungen.

### Geplanter Zusammenschluss zur Stadt Silberberg
Seit 1996 existiert der Städtebund Silberberg, dem neben Aue die Orte Schneeberg, Schwarzenberg, Bad Schlema, Lauter und Lößnitz angehören. Im November 2006 bekundeten die Bürgermeister von Aue, Lößnitz, Schneeberg und Bad Schlema per Unterschrift das Vorhaben des Zusammenschlusses zu einer Stadt Silberberg. Die geplante Fusion fand bis 2016 nicht statt, aber es gibt laut Pressemitteilungen aus dem Rathaus Aue bereits konkrete Vorstellungen, wie die jetzt vorhandenen Orte später bezeichnet werden sollen: beispielsweise Silberstadt-Aue.

### 2019: Fusion mit Bad Schlema
Ein erster Schritt zur Bildung größerer Stadtverbünde war der freiwillige Zusammenschluss von Aue mit Bad Schlema und die Bildung einer neuen gemeinsamen Stadtverwaltung im Jahr 2018. Die vorherigen Städte sind daher nun Ortsteile und ihre Geschichte ist Bestandteil der Geschichte der Großen Kreisstadt Aue-Bad Schlema. – Der für 2020 geplante Tag der Sachsen wurde infolge der Corona-Pandemie erst auf 2021, dann auf 2023 verschoben, als das zusammen mit der 850-Jahr-Feier des Ortsteils Aue stattfand. Zum dreitägigen Volksfest auf mehreren Bühnen und einem großen Festumzug kamen rund 150.000 Besucher. Es wurden eine limitierte Anzahl Gedenkmünzen herausgegeben und ein Maskottchen für die Jubiläumsfeier in Touristinformationen, Hotels und in anderen Verkaufseinrichtungen bereitgehalten. Die Ratsmitglieder hatten sich für Kaiser Barbarossa entschieden, denn er war derjenige, der die Gründung des Klösterleins Zelle 1173 beurkundet hat.

### Naturkatastrophen

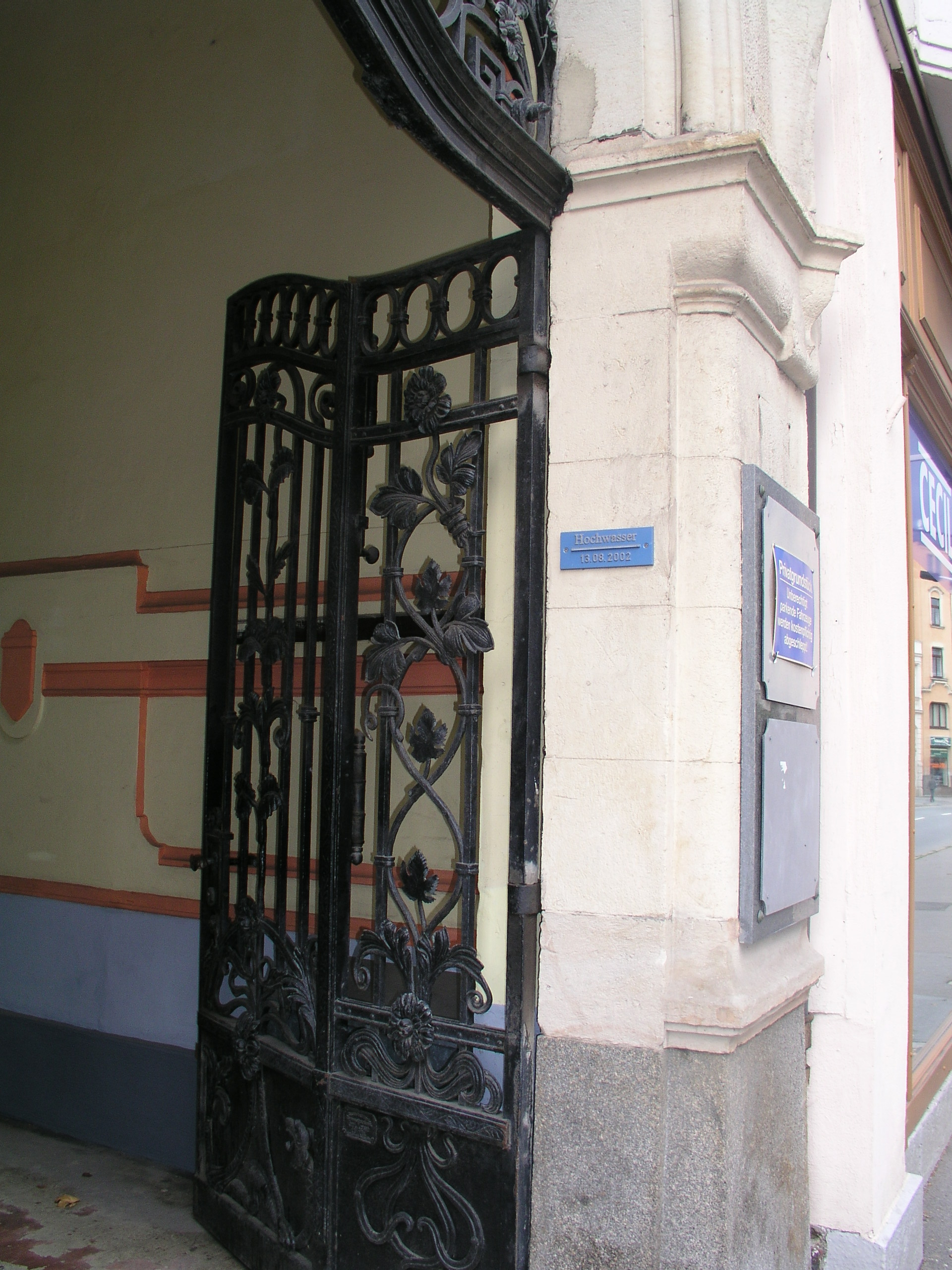
Hochwassermarke von 2002 (blaues Schildchen) an einem Tor in der Bahnhofstraße 8

Das letzte starke Hochwasser im August 2002 machte den alten Stadtkern wieder zu einem Flusssystem. Einige Brücken waren gefährdet, blieben aber wie die historischen Gebäude der Stadt erhalten. An den niedrigen Flussabschnitten entstehen neue Hochwasserschutzanlagen, wie zum Beispiel am Rumpelsbach ein zusätzliches Staubecken und ein Umflutkanal. Auch Katastrophenübungen der meist freiwilligen Einsatzkräfte sollen den Schutz bzw. die schnelle Reaktionsfähigkeit verbessern. Die Stadt hat in die Errichtung einer Hochwassersperrmauer entlang der tiefsten Stellen der Mulde sowie durch die Anlage eines größeren Wassersammelbeckens einige Ausgaben gesteckt. Wie sich aber anlässlich des Sturmtiefs Elvira Anfang Juni 2016 zeigte, ist die vorhandene Kanalisation dem plötzlichen Andrang von Wasser nicht gewachsen. Wieder einmal wurde die Bahnhofstraße überflutet und etliche Keller liefen voll Wasser. Die Anwohner sind verärgert, weil sich kaum etwas verbessert hat.

### Industrie, Handel und medizinische Versorgung
Die Industriebetriebe in der Stadt oder Umgebung verloren mit der Einführung der Marktwirtschaft ihre bisherigen Abnehmer. Sie wurden entweder abgewickelt, verkauft oder privatisiert. Um gute Neustartbedingungen zu bieten, ließ die Stadtverwaltung im Ortsteil Alberoda ab 1994 große Flächen als Gewerbegebiet anlegen, die inzwischen von bedeutenden Herstellern genutzt werden. Per Ende 2008 gab es in Aue 13 größere Industriebetriebe, etwa 380 Einrichtungen des Dienstleistungssektors und Handwerks und etwa 60 Handelseinrichtungen (Einzelhandel, Handelsketten, Autohäuser). Das amtliche Stadtportal enthielt per 31. Dezember 2007 45 Betriebsstätten, 389 Handwerksbetriebe und 230 Gewerbetreibende.
Das Krankenhaus wurde unter dem neuen Namen Klinikum Aue umstrukturiert. 1996 konnte die Kinderklinik aus ihrem früheren Provisorium auf dem Gelände des Diakonissenhauses in das Klinikum umziehen. Für das gesamte Gelände wurden ein Hubschrauberlandeplatz und neue Parkplätze angelegt. Im Jahr 1998 ging die Einrichtung in den Besitz der Helios Kliniken. Sie fungiert auch als „Akademisches Lehrkrankenhaus der Universität Dresden“, beschäftigt rund 1000 Mitarbeiter und behandelt jährlich 55.000 Patienten (Stand 2012).

## Statistische Übersichten

### Einwohnerentwicklung
Das Maximum wurde im Jahr 1950 erreicht, als durch den Uranbergbau viele Personen zuzogen (in der folgenden Tabelle fett gekennzeichnet)

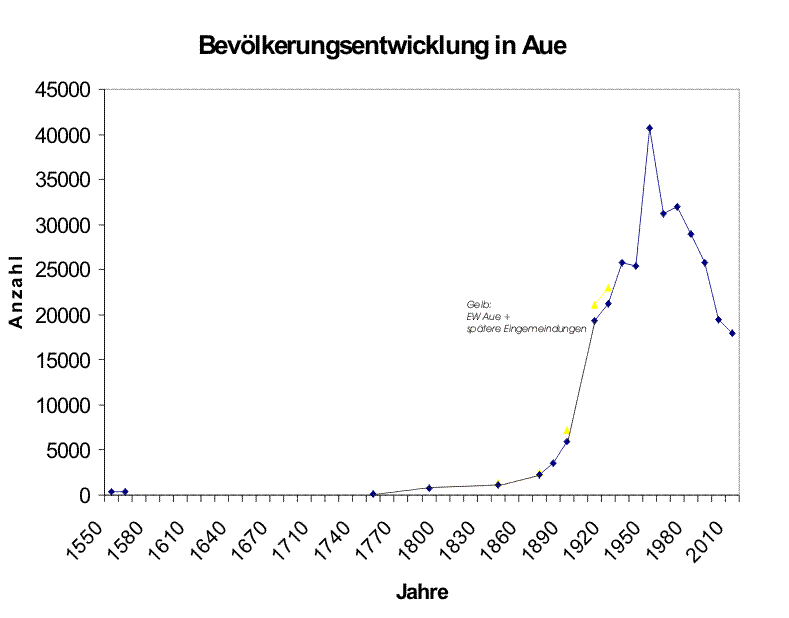
Einwohner von Aue 1550 bis 2006

| Jahr  | Einwohner                                                   |
| ----- | ----------------------------------------------------------- |
| 1551  | zirka 300–350 (26 besessene Mann, 19 Häusler, 27 Inwohner)  |
| 1560  | 350                                                         |
| 1748  | zirka 500 (96 besessene Mann)                               |
| 1790  | 790                                                         |
| 1839  | 1.106 und 263 (Auerhammer, Neudörfel, Niederpfannenstiel)   |
| 1855  | 1.529                                                       |
| 1871  | 2.237 und 520 (Auerhammer, Neudörfel, Niederpfannenstiel)   |
| 1875  | 2.677                                                       |
| 1880  | 3.523                                                       |
| 1890  | 6.004 und 1.180 (Auerhammer, Neudörfel, Niederpfannenstiel) |
| 1895  | 8.400                                                       |
| 1900  | 15.200                                                      |
| 1910  | 19.363 und 1.696 (Auerhammer, Neudörfel)                    |
| 1925  | 21.296 und 1.764 (Auerhammer)                               |
| 19331 | 25.836                                                      |

| Jahr                   | Einwohner                                         |
| ---------------------- | ------------------------------------------------- |
| 1939 (1. Oktober 1939) | 25.445 und ein Gebietsteil der Gemeinde Bernsbach |
| 1946                   | 25.567                                            |
| 1950                   | 40.747                                            |
| 1958                   | 31.840                                            |
| 1964                   | 31.720                                            |
| 1970                   | 30.960                                            |
| 1971                   | 32.000                                            |
| 1981                   | 28.914                                            |
| 1988                   | 26.660                                            |
| 1990                   | 25.765                                            |
| 2000                   | 19.422                                            |
| 2001                   | 19.124                                            |
| 2002                   | 18.961                                            |
| 2003                   | 18.759                                            |
| 2004                   | 18.611                                            |
| 2005                   | 18.327                                            |
| 2006                   | 18.029                                            |
| Juni 2007              | 18.000                                            |
| 2009                   | 17.533                                            |
| 2013                   | 16.739                                            |

1 Eingemeindungen abgeschlossen
 Datenquellen: 1950: Literatur Aue – 40 Jahre DDR-Alltag, S. 9; bis 1990: Digitales Historisches Ortsverzeichnis von Sachsen und Literatur Aue, Mosaiksteine der Geschichte…;
 ab 1998: Statistisches Landesamt des Freistaates Sachsen; 1

### Religionsanhänger
| Jahr         | Einwohner | davon Evangelische (Prozent) | davon Katholiken (Prozent) | davon sonstige Christen (Prozent) | davon Juden (Prozent) |
| ------------ | --------- | ---------------------------- | -------------------------- | --------------------------------- | --------------------- |
| 1925         | 21.296    | 20.170 (94,7)                | 501 (2,35)                 | 25 (0,12)                         | 29 (0,14)             |
| 1933         | 25.836    | 23.797 (92,1)                | 612 (2,37)                 | 03 (0,01)                         | 18 (0,07)             |
| 17. Mai 1939 | 22.809    | 15.435 (67,7)                | 771 (3,38)                 | 472 (2,07)                        | 14 (0,06)             |
| 2005         | 18.000    | 47.000 1                     | 1 300 2                    | > 200 3                           | ?                     |

1 Einzugsbereich von 30 Städten

2 Einzugsbereiche Aue, Schneeberg, Eibenstock, Schönheide und Lößnitz

3 aus den Angaben der vorhandenen Kirchengemeinden abgeschätzt

### Übersicht der Bürgermeister
| Name                  | Amtszeit; Bemerkung                                                                                           |
| --------------------- | --- |
| Maximilian Kretschmar | 1889–1913 |
| Arthur Hoffmann       | 15. Oktober 1913 bis 31. März 1934; seit 1924 Erster Bürgermeister , am 8. Juni 1916 „gewählt auf Lebenszeit“ |
| Franz Pillmayer       | 1934–1939 ab 1934 Oberbürgermeister                                                                           |
| Paul Geipel           | 1940–1945 |
| (BM) Max Poepel       | Januar bis Mai 1945, kommissarisch                                                                            |
| Max Silvio Ziegler    | Mai bis Juni 1945; war bereits seit 1919 besoldetes Ratsmitglied und wurde 1923 „auf Lebenszeit“ gewählt      |
| Hermann Graf          | Juni bis August 1945                                                                                          |
| Friedrich Lange       | August 1945 bis Februar 1946                                                                                  |
| Alfred Franz          | Februar 1946 bis September 1946                                                                               |
| (Dr.) Hennig          | September bis November 1946                                                                                   |
| Johannes Heinz        | Dezember 1946 bis Oktober 1949                                                                                |

| Name                 | Amtszeit; Bemerkung                                       |
| -------------------- | --------------------------------------------------------- |
| Otto Schmutzler      | November 1949 bis Januar 1950                             |
| Max Ebert            | Februar bis Dezember 1950                                 |
| Felix Unger          | Dezember 1950 bis 1952 Ab 1950 wieder Bürgermeister       |
| Kurt Müller          | 1953–1955                                                 |
| Emil Schuster        | 1956–1970                                                 |
| Gotthold Scheinpflug | 1970–1988                                                 |
| Horst Uhlig          | 1988–20. Juni 1990                                        |
| Emanuel Klan (CDU)   | 1990–31. Aug. 1999                                        |
| (Heinrich Wetter)    | Sept.–Okt. 1999 Interimslösung: Beauftragter des Landrats |
| Heinrich Kohl (CDU)  | seit 1. Nov. 1999 ab 1. Aug. 2008 Oberbürgermeister       |